# Orlaya grandiflora
Vous lisez un « article de qualité » labellisé en 2021.
Caucalis à grandes fleurs, Orlaya à grandes fleurs
Espèce
Orlaya grandiflora, en français Caucalis à grandes fleurs ou Orlaya à grandes fleurs, est une espèce de plantes à fleurs de la famille des Apiaceae et du genre Orlaya, dont elle est l'espèce type. 
C'est une plante annuelle de 5 à 70 cm de haut, voire 1 m en condition culturale. Ses ombelles sont formées de fleurs blanches dont les périphériques portent de longs pétales caractéristiques. Ses fruits sont des akènes chargés d'aiguillons. En l'absence de fleurs, seule une étude précise de ces derniers permettra sa détermination. Étant très attractive pour les insectes, la Caucalis à grandes fleurs bénéficie d’atouts lui permettant une fécondation croisée efficace. 
Considéré durant le XXe siècle comme morphologiquement proche des Caucalis et des Torilis à cause de la ressemblance de leurs fruits, Orlaya grandiflora est, selon les études phylogénétiques du XXIe siècle, génétiquement proche des Daucus, les Carottes, et des Laserpitium.
L'espèce, morphologiquement homogène, est quasiment endémique d'Europe où elle apprécie les sols ensoleillés, chauds, basiques, secs et perturbés, principalement dans le bassin méditerranéen. Plante messicole accompagnatrice des cultures de céréales depuis l'âge du bronze et du fer ainsi que lors de la romanisation de l'agriculture celte, elle est depuis les années 1950 retranchée dans ses biotopes secondaires que sont les pelouses calcaires. Sont en cause la modernisation de l'agriculture et l'usage de pesticides. Elle est à ce propos protégée dans quelques pays dont la Suisse et quelques régions françaises. 
La Caucalis à grandes fleurs est parfois cultivée comme plante ornementale pour ses ombelles blanches décoratives. Ses composés organiques sont comparables à ceux des Apiacées et son usage en tant que plante alimentaire et médicinale durant l'Antiquité est sujet à controverse, quand son utilisation moderne reste anecdotique.

## Taxonomie

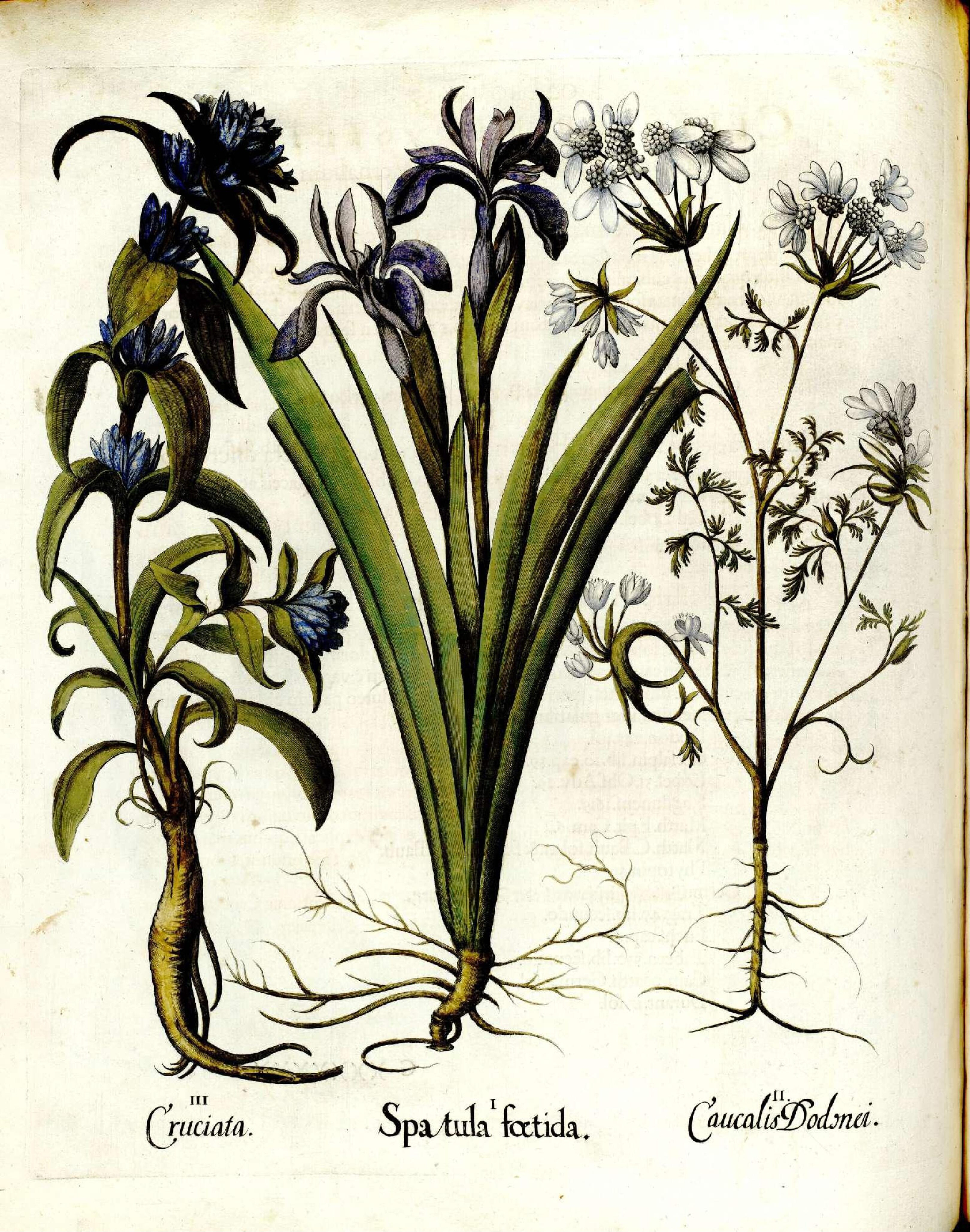
Une des premières illustrations botaniques connues d'Orlaya grandiflora, sous le nom Caucalis Dodonei, à droite, en compagnie de Gentiana cruciata à gauche et d'Iris foetidissima au centre.

L'espèce est décrite pour la première fois en 1753 par le naturaliste suédois Carl von Linné, qui la classe dans le genre Caucalis sous le nom binomial Caucalis grandiflora L., 1753 qui en constitue le basionyme,,,. En 1814, le botaniste allemand Georg Franz Hoffmann la déplace dans un nouveau genre qu'il nomme Orlaya en hommage à Johann Orlay, médecin et botaniste russo-hongrois, sous le nom de Orlaya grandiflora (L.) Hoffm., 1814, actuellement reconnu comme correct,. L'espèce est de nouveau déplacée en 1826 par les botanistes allemands Franz Karl Mertens et Wilhelm Daniel Joseph Koch dans le genre Platyspermum sous le nom de Platyspermum grandiflorum (L.) Mert. & W.D.J.Koch, 1826, mais ce nom n'est pas reconnu comme correct,,,.

### Synonymes
Orlaya grandiflora a pour synonymes les noms qui suivent.
- Caucalis daucoides L., 1753[2],[5],[note 1]
- Caucalis grandiflora L., 1753 (basionyme)[2],[3],[4],[5]
- Caucalis maritima Lam., 1779[2]
- Caucalis tenuifolia Salisb., 1796[2]
- Daucus grandiflorus (L.) Scop., 1771[2],[4]
- Lisaea grandiflora (L.) Boiss., 1844[4]
- Muitis daucoides (L.) Raf., 1840[2],[5],[note 1]
- Nigera daucoides (L.) Bubani, 1899[2],[5],[note 1]
- Orlaya adpressa Simonk.[2]
- Orlaya daucoides (L.) Greuter, 1967[2],[5],[note 1]
- Orlaya grandiflora subvar. pusilla Coss. & Germ., 1861[2]
- Orlaya grandiflora var. pusilla (Coss. & Germ.) Rouy & E.G.Camus, 1901[2]
- Orlaya media Calest., 1905[3]
- Orlaya platycarpos Koch, 1824[5]
- Platyspermum grandiflorum (L.) Mert. & W.D.J.Koch, 1826[2],[3],[4],[5]
- Selinum grandiflorum (L.) E.H.L.Krause, 1904[2]

### Dénominations vulgarisées et vernaculaires

#### En français
En français, l'espèce est désignée par les noms vulgarisés et normalisés « Orlaya à grandes fleurs » et « Caucalis à grandes fleurs ». « Orlaya » est un nom masculin. Quant au nom « caucalis », certains le considèrent comme masculin, quand d'autres le considèrent comme féminin,. Il s'agit toutefois d'un nom féminin en latin. « Caucalide à grandes fleurs » est aussi un nom parfois employé.
L'espèce est également nommée par les noms vernaculaires « Hérissonnée », « Tribule-des-Bois » et « Girouille »,. Ce dernier nom pouvant prêter à confusion, il est préférable de l'accompagner de son épithète et d'utiliser « Girouille à grandes fleurs ».

#### Autres langues
- En albanais[15]
  - orlaja lulemadhe
  - orlajë
- En allemand
  - Ackerbreitsame[14]
  - Breitsame[15],[14]
  - Breitling[14]
  - großblütige Breitsame[15]
  - großblütige Strahlendolde[15]
  - großblütiger Breitsame[15]
  - Großstrahldolde[15]
  - Klemm[14]
  - Strahlenbreitsame[15]
- En anglais
  - large-flowered orlaya[15]
  - orlaya[15]
  - white laceflower[17]
- En bulgare[15]
  - едроцветно сраиливче
  - срамниче
- En catalan
  - cospí de flor gran[15],[18]
  - cospí de flor petita[18]
- En croate[15]
  - velecvjetna moračina
- En espagnol
  - cachorros[15]
  - cadillos[15]
  - salseta[15],[18]
  - semilla grande[15]
  - yerba de los quijones[18]
- En flamand[14]
  - Wilde-Peterselie
- En grec[15]
  - ορλάγια
- En hongrois[15]
  - orlay-murok
  - orlay-turbolya
- En italien
  - Lappola[14]
  - lappola bianca[15]
  - lappola boaria[15]
  - orlaia a fiori grandi[15]
  - zecca[14],[15]
- En néerlandais[15]
  - straalscherm
- En russe[15]
  - орлайя крупноцветковая
- En serbe[15]
  - крупноцветни стидак
  - стидак
- En slovaque[15]
  - lúčovka veľkokvetá
  - orlaya veľkokvetá
- En slovène[15]
  - velecvetna vehrica
- En suédois[15]
  - blomsterkörvel
- En tchèque[15]
  - paprska velkokvětá
- En turc[15]
  - koca dilkanatan
- En ukrainien[15]
  - орлайя великоквіткова

## Systématique
- Sous-tribu des Daucinae
  - Laserpitium stricto sensu
  - 
    - 
      - Ekimia
      - Thapsia

    - 
      - 
        - Cuminum
        - Laser

      - 
        - Laserpitium siler
          - Orlaya grandiflora
          - 
            - Orlaya daucoides
            - Orlaya daucorlaya

        - Silphiodaucus
          - Daucus

Durant le XXe siècle, le genre Orlaya faisait partie d'un groupe d'Ombellifères (Apiaceae) principalement caractérisé par des fruits chargés d'aiguillons, mais également par des feuilles très divisées et un cycle de vie annuel. Ce regroupement morphologique, nommé en 1897 par le botaniste allemand Oscar Drude « Caucalinae », une sous-tribu de la tribu des Scandicineae, comprenant aux côtés des Orlaya, les Caucalis, Torilis et Turgenia, est toujours utilisé dans les clefs de déterminations actuelles,.
En se basant sur l'ADN des chloroplastes, les études phylogénétiques des années 2000 et 2010 montrent une affinité entre Orlaya, Daucus (les Carottes), Cuminum (le Cumin) ou encore Laserpitium. Orlaya fait ainsi partie de la tribu des Scandiceae, sous-tribu des Daucinae et ne fait plus partie du groupe de Drude aux fruits à aiguillons. Quant aux Torilis, Caucalis et Turgenia, ils sont classés au sein de la sous-tribu des Torilidinae,,.
Ces études montrent également que le genre Orlaya est monophylétique, c'est-à-dire qu'il forme un ensemble d'espèces cohérent ne comprenant qu'un seul ancêtre commun dont O. grandiflora est l'espèce type,,.

## Description

### Appareil végétatif
C'est une plante annuelle de 5 à 70 cm de hauteur, sans rosette, à tige dressée, rameuse dès la base, cannelée, rude, glabre, ; les feuilles sont glabres ou un peu velues ; les inférieures sont pétiolées, 2 à 3 fois pennatiséquées, à folioles découpées en segments lancéolés-linéaires, pointus, mucronés et à bords un peu rugueux ; les feuilles supérieures sont sessiles, disposées sur une gaine membraneuse, entières ou bifides. Le système racinaire est pivotant, la racine primaire étant fusiforme, et les racines latérales minces, légèrement ramifiées, orientées vers le bas. Le tout s'enfonce dans la terre de 35 à 45 cm de profondeur en moyenne, voire jusqu'à 70 cm pour les cas exceptionnels. La plante exhale une odeur forte rappelant celle de la Carotte sauvage,,,.
Le cotylédon, linéaire-lancéolé, mesure de 30 à 50 mm (rarement jusqu'à 75 mm) de long. Il est constitué d'un hypocotyle court à moyen et de deux feuilles primaires ovales au limbe bipenné à multipenné.

Orlaya grandiflora - appareil végétatif
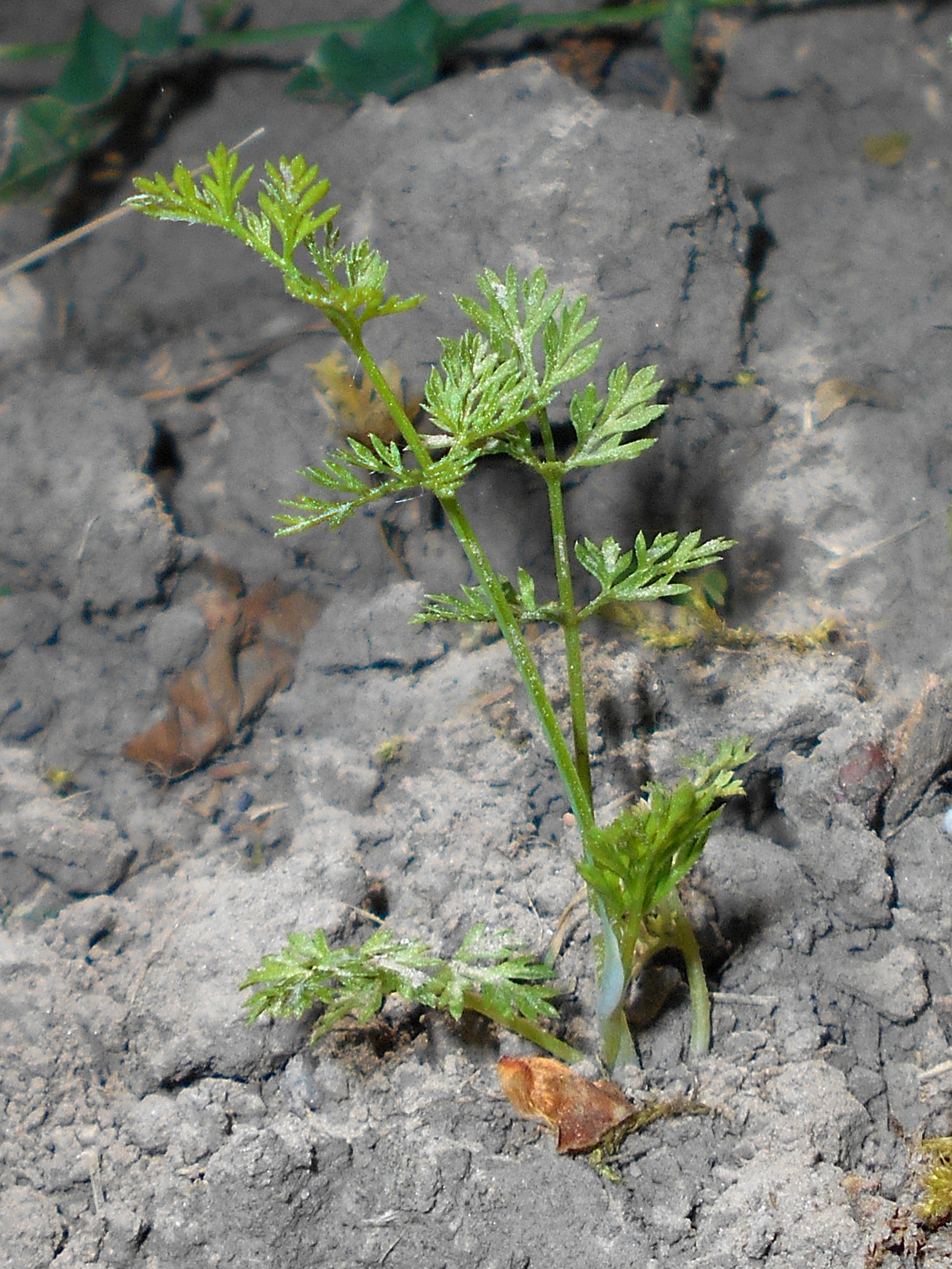
Plante avant floraison.
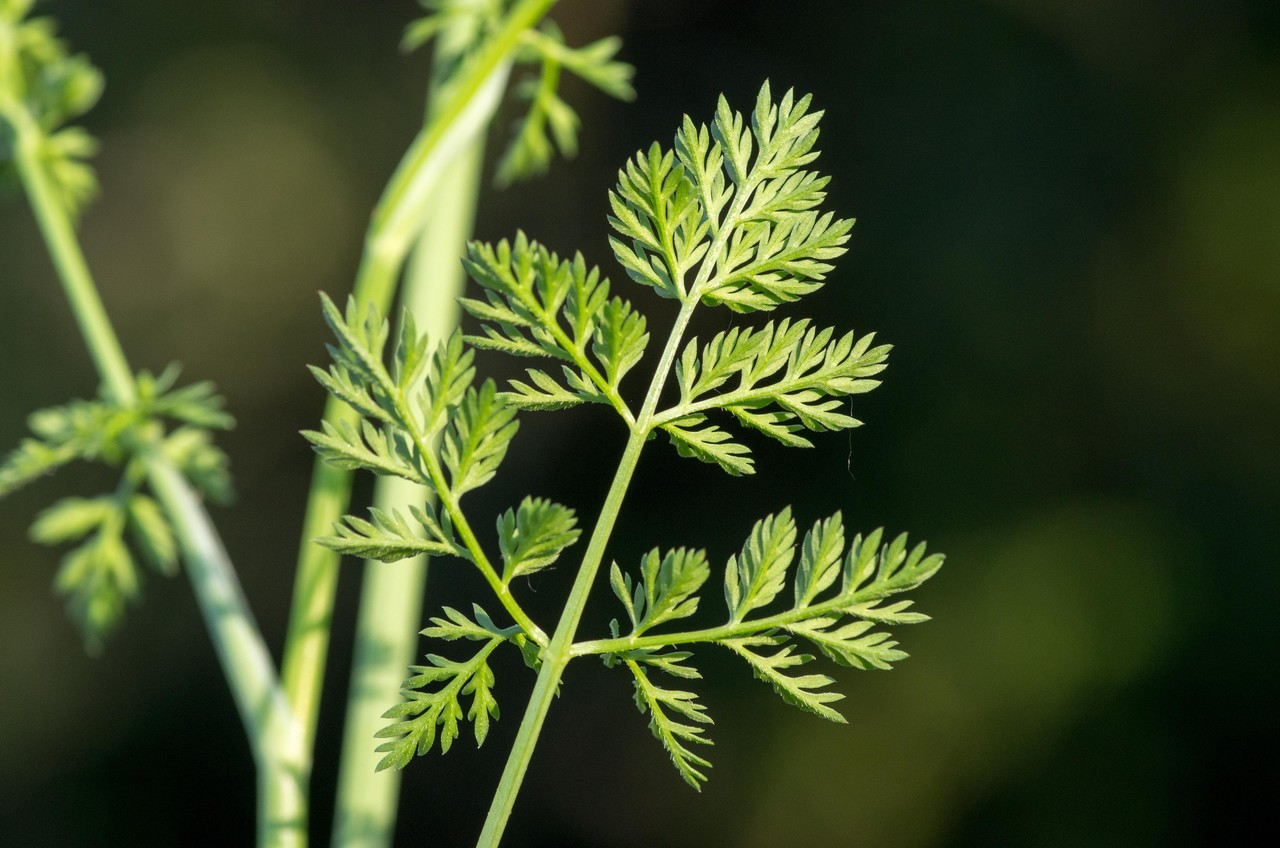
Feuille caulinaire inférieure.
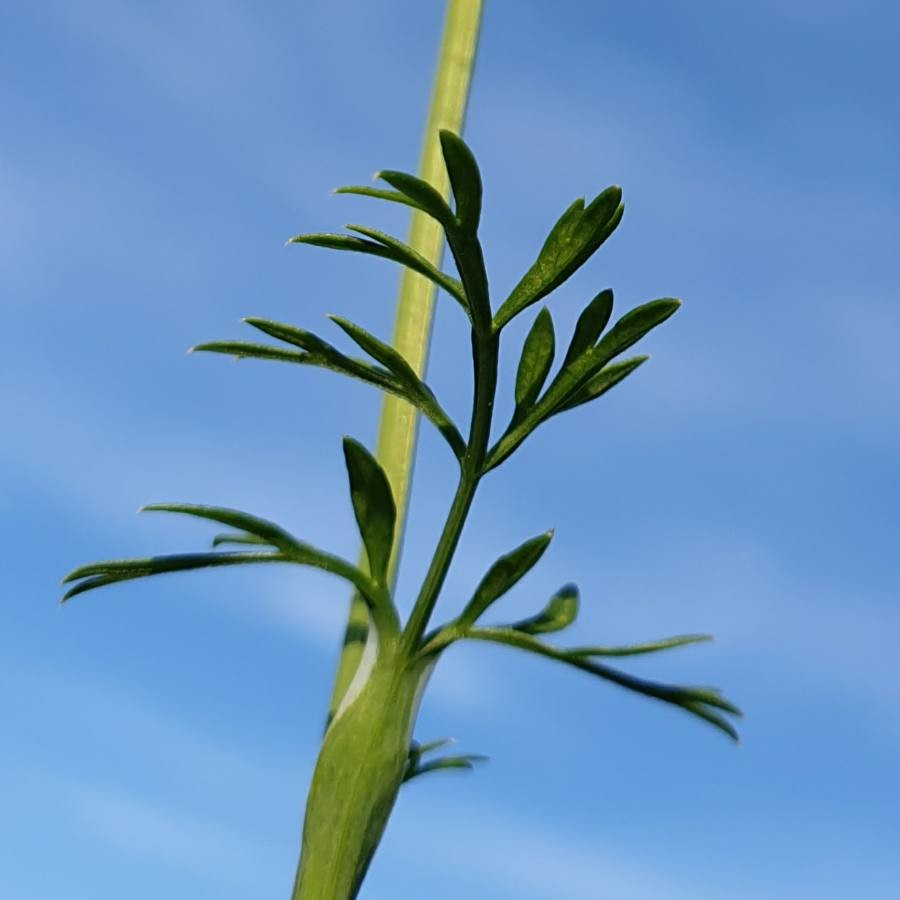
Feuille caulinaire supérieure.
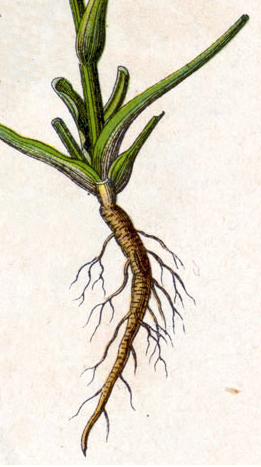
Racine.

### Appareil reproducteur
Les ombelles sont munies de 5 à 8 rayons (rarement de 3 à 12) sub-égaux, anguleux et cannelés ; l'involucre se compose de 5 à 8 bractées (rarement 3 ou 4) de grande taille, largement blanchâtres et scarieuses au bord ; l'involucelle est formé de bractéoles brusquement acuminées, membraneuses-ciliées au bord, les externes étant plus grandes. Les fleurs sont composées de sépales vert pâle linéaires et de pétales blancs. Les pétales périphériques, longs de 8–18 mm, sont environ 7 à 10 fois plus grands que les pétales du centre, et sont profondément divisés en deux lobes. Les anthères sont blanches, roussissant en vieillissant et produisant un pollen blanc, et les étamines verdâtres,. 
Les fruits sont des akènes de 6 à 8 mm de long, atténués au sommet, couverts d'aspérités. Ils portent des aiguillons blanchâtres jamais crochus plus courts que la largeur de l'akène. Leurs côtes saillantes primaires sont glabres ou velues mais ne portent pas d'aiguillons, à l'inverse des côtes secondaires qui portent des aiguillons peu dilatés à la base et parfois crochus. Ces côtes sont plus ou moins relevées à maturité,,.

Orlaya grandiflora - appareil reproducteur
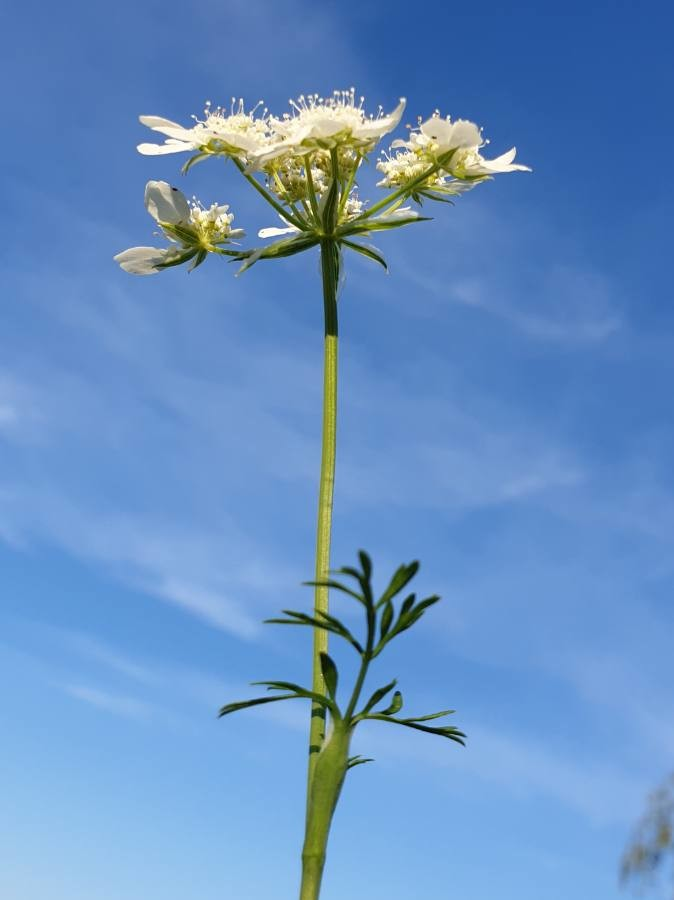
Hampe florale.
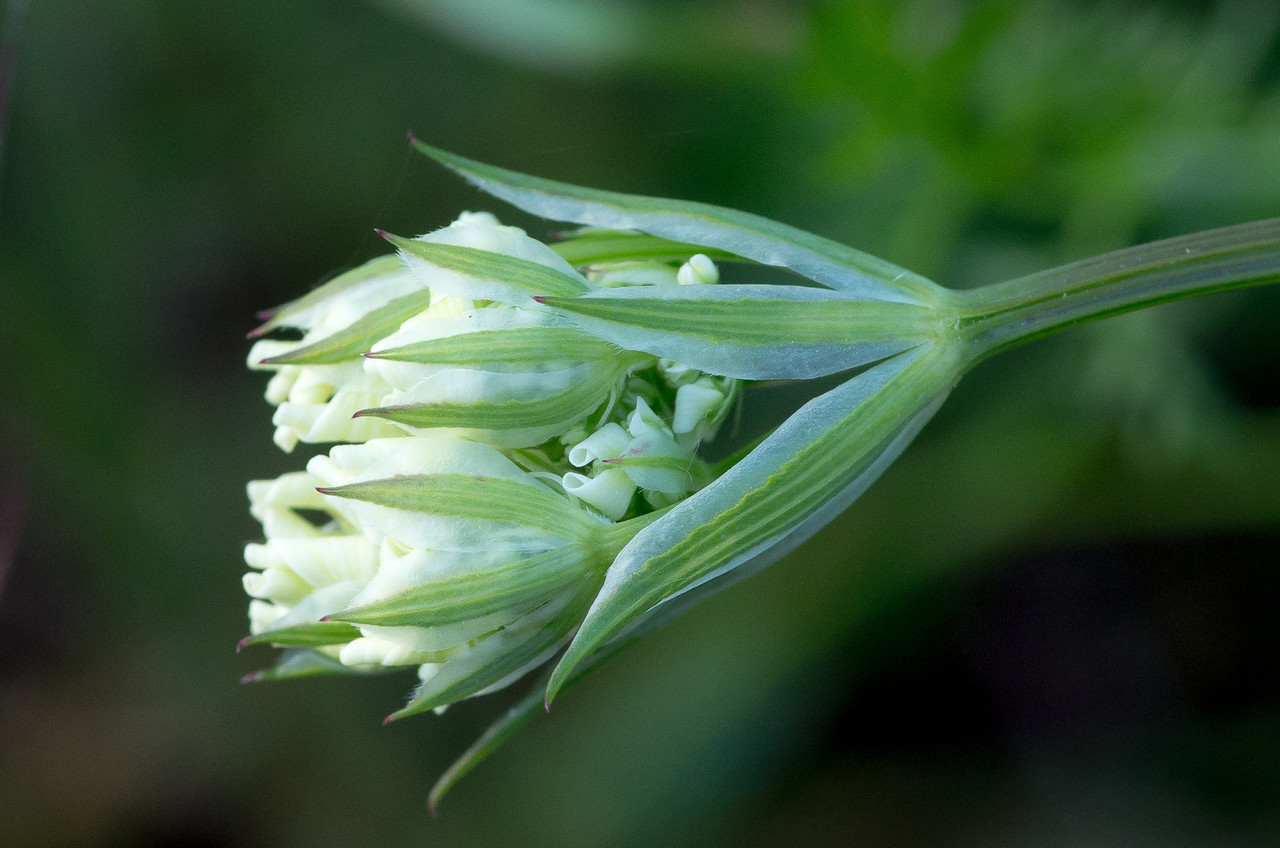
Bouton floral.
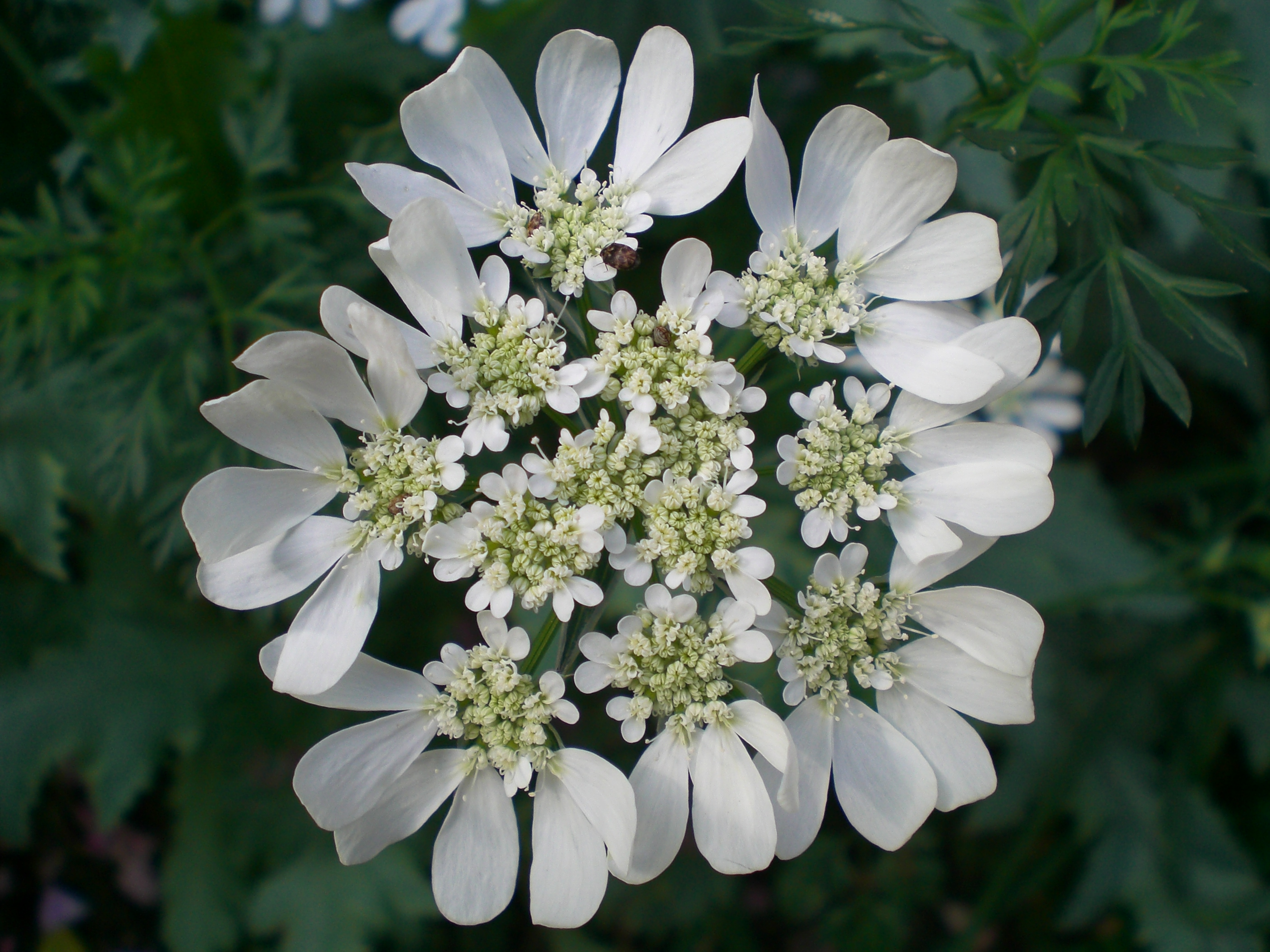
Fleurs de l'ombelle.
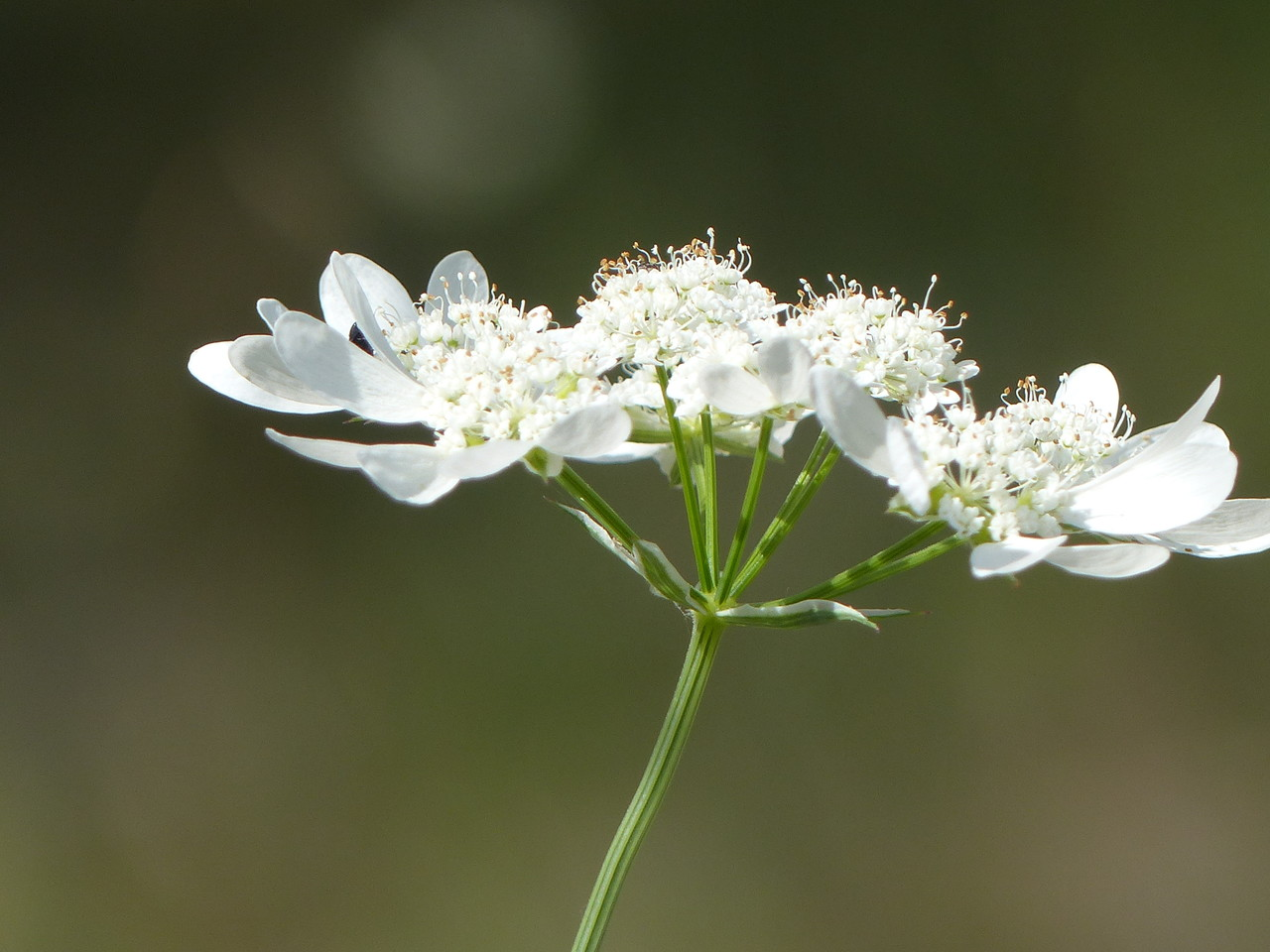
Ombelle vue de profil.
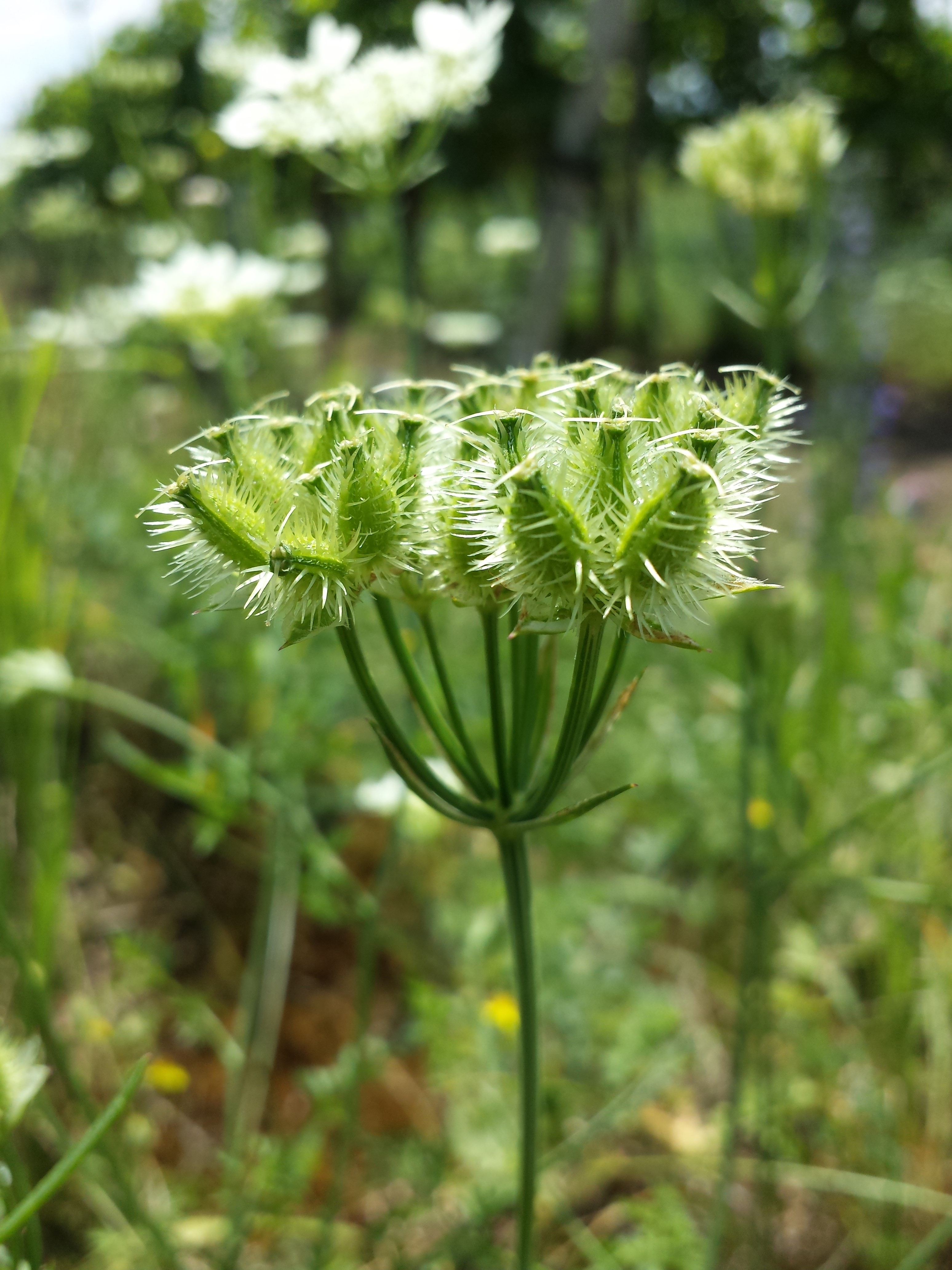
Fruits immatures.
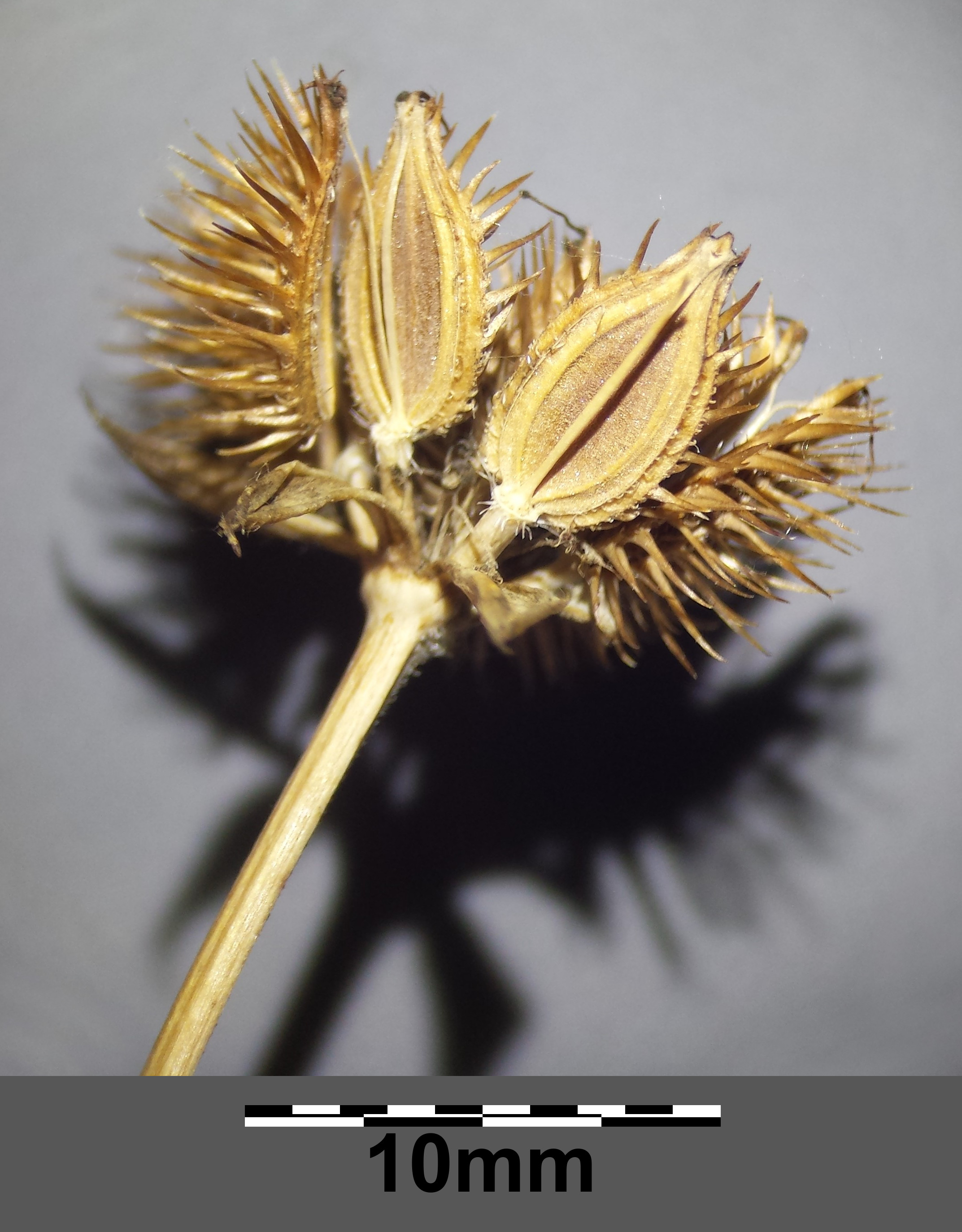
Fruits matures.

### Variabilité
D'un point de vue général, la morphologie d'Orlaya grandiflora est assez peu variable. Une variété naine nommée Orlaya grandiflora var. pusilla Coss. & Germ., 1845 est décrite pour ses pétales externes courts ainsi qu'une variété plus robuste nommée Orlaya grandiflora var. montana Guilhot décrite pour ses fruits plus petits. Cependant, ces variétés sont aujourd'hui considérées comme faisant partie de la variabilité générale de l'espèce, voire comme inexistantes.

### Confusions possibles
L'espèce est assez facile à identifier lorsque la plante est en fleur. À maturité, l'étude précise du fruit permettra sa distinction des genres et espèces proches. À l'inverse, sa détermination peut être plus délicate au stade de fruits immatures,.
Cette espèce appartient à un groupe d'Apiacées dont les fruits portent des côtes secondaires formées d'aiguillons. Dans ce groupe, Orlaya grandiflora se distingue des Caucalis, Torilis et Turgenia par une bractée toujours présente, une ombelle de 5 à 8 rayons portant des fleurs blanches aux sépales linéaires et, sur sa périphérie, des pétales supérieurs à 4 mm de long. Ses fruits, fortement rétrécis vers leur sommet, portent des aiguillons peu crochus, sans teintes pourpres et dont la base n'est pas réunie à maturité, et présentent une jonction large, comme s'ils avaient été écrasés par les extrémités. L'ensemble de la plante est glabrescent,,.

Comparaison entre les ombelles et fleurs d'espèces proches
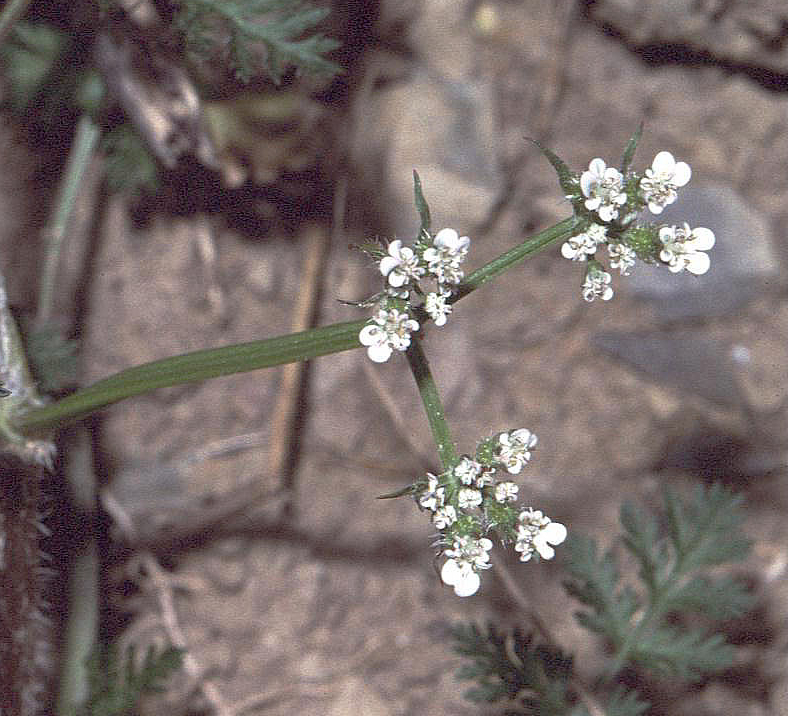
Caucalis platycarpos.
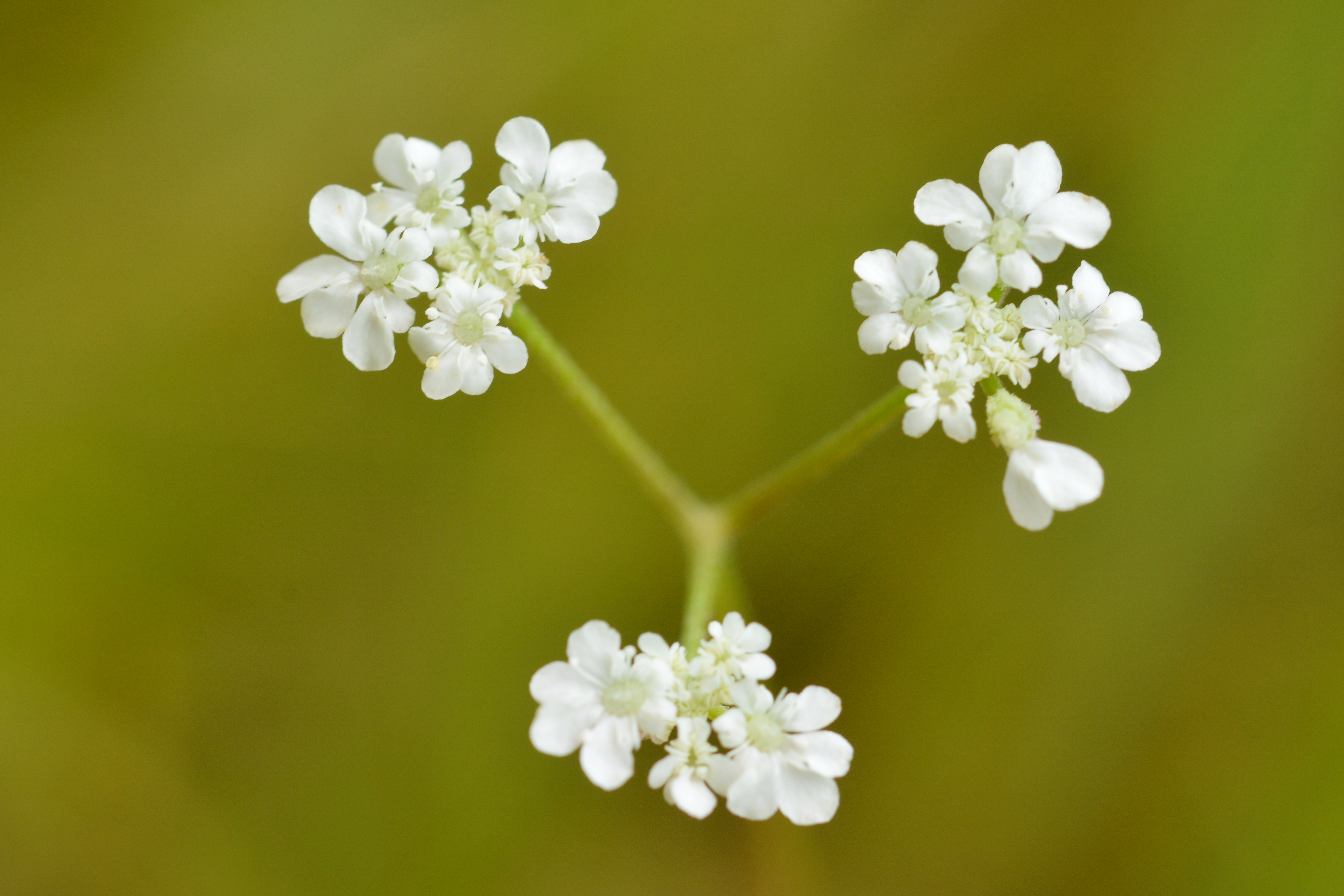
Torilis arvensis.
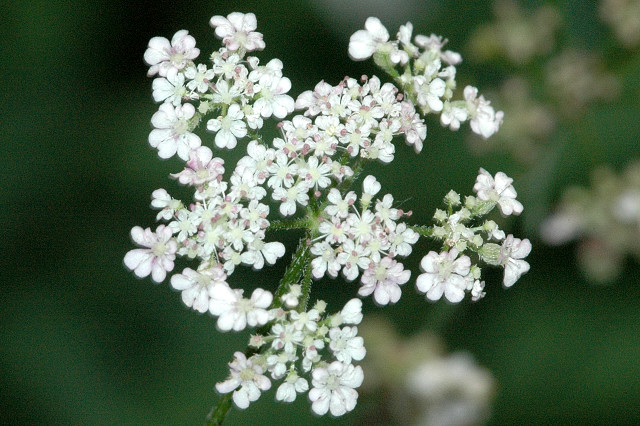
Torilis japonica.
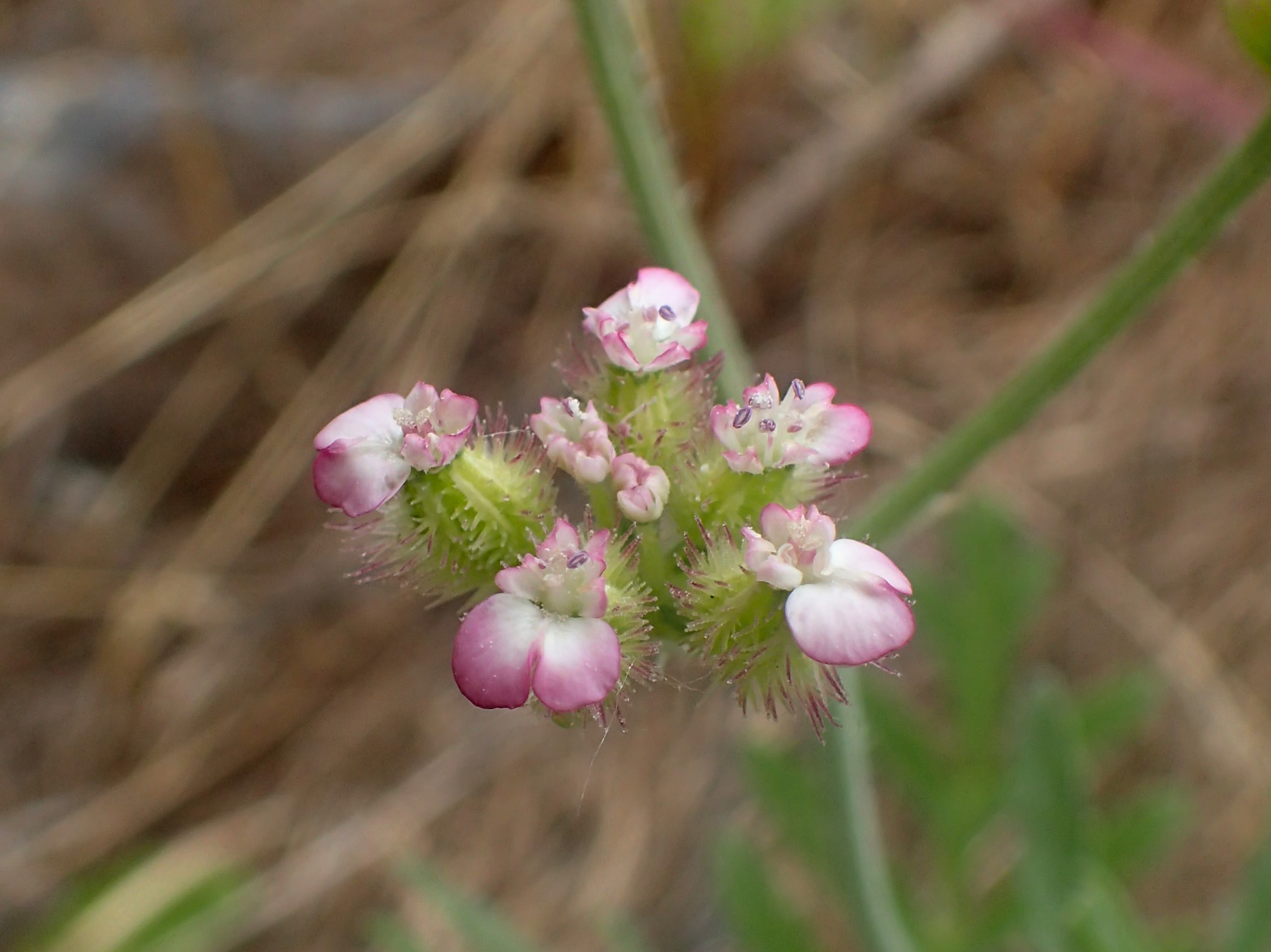
Turgenia latifolia.
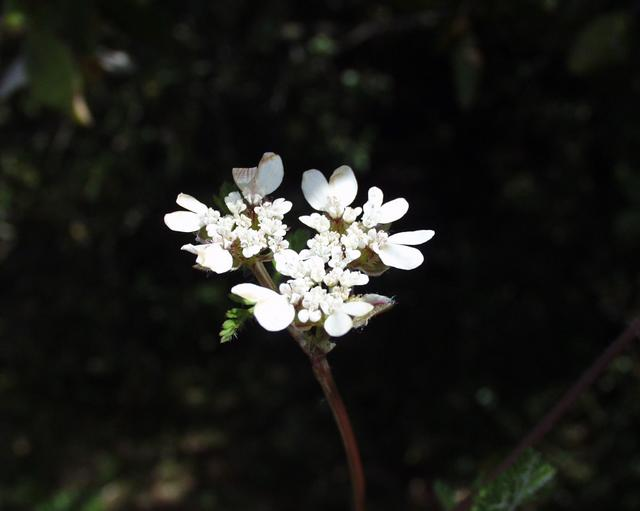
Orlaya daucoides.

Caucalis platycarpos se distingue d'O. grandiflora par l'absence d'involucre ou la présence rare d'une ou deux bractées et des pétales externes peu développés. La plante porte des poils à sa base. Son ombelle est constituée de trois rayons et ses sépales sont lancéolés. Ses fruits allongés, couverts d'aiguillons courbes, présentent une jonction étroite, comme s'ils avaient été écrasés par les flancs,.
Les Torilis se différencient par la présence de poils sur l'ensemble de la plante, une ombelle portant généralement deux rayons et des fruits plus allongés que cylindriques mesurant de 4 à 6 mm de long,.
Les Turgenia se distinguent par des feuilles caulinaires une fois divisées, des rayons velus, des sépales triangulaires et pointus, des fleurs le plus souvent rouges et des fruits aux flancs écrasés,.
Orlaya daucoides, nommé Orlaya platycarpos sur les flores françaises,,, est une espèce très proche, quoique plus méditerranéenne. Cette espèce est constituée d'ombelles formées de 2 à 4 rayons (rarement 5) et portant 2 à 3 bractées dont les sépales sont lancéolés et les pétales externes mesurent de 5 à 8 mm de long. Ses fruits elliptiques irréguliers, mesurant de 9 à 16 mm de long, portent des aiguillons teintés de pourpre dont la base est réunie à maturité et, au moins pour partie, ne se rétrécissent pas au sommet,.
Orlaya daucorlaya diffère de Orlaya grandiflora principalement par la simple rangée d'épines sur les côtes latérales du fruit, et est difficile à reconnaître à l'état fleuri. Les épines des fruits d'Orlaya daucorlaya sont déjà fortement crochues à l'extrémité au moment de la floraison, alors qu'elles sont toujours droites ou seulement légèrement courbées chez Orlaya grandiflora au stade juvénile. Cette caractéristique semble apte à déterminer avec certitude les individus en fleurs dans tous les cas.

Comparaison entre les fruits d'espèces proches
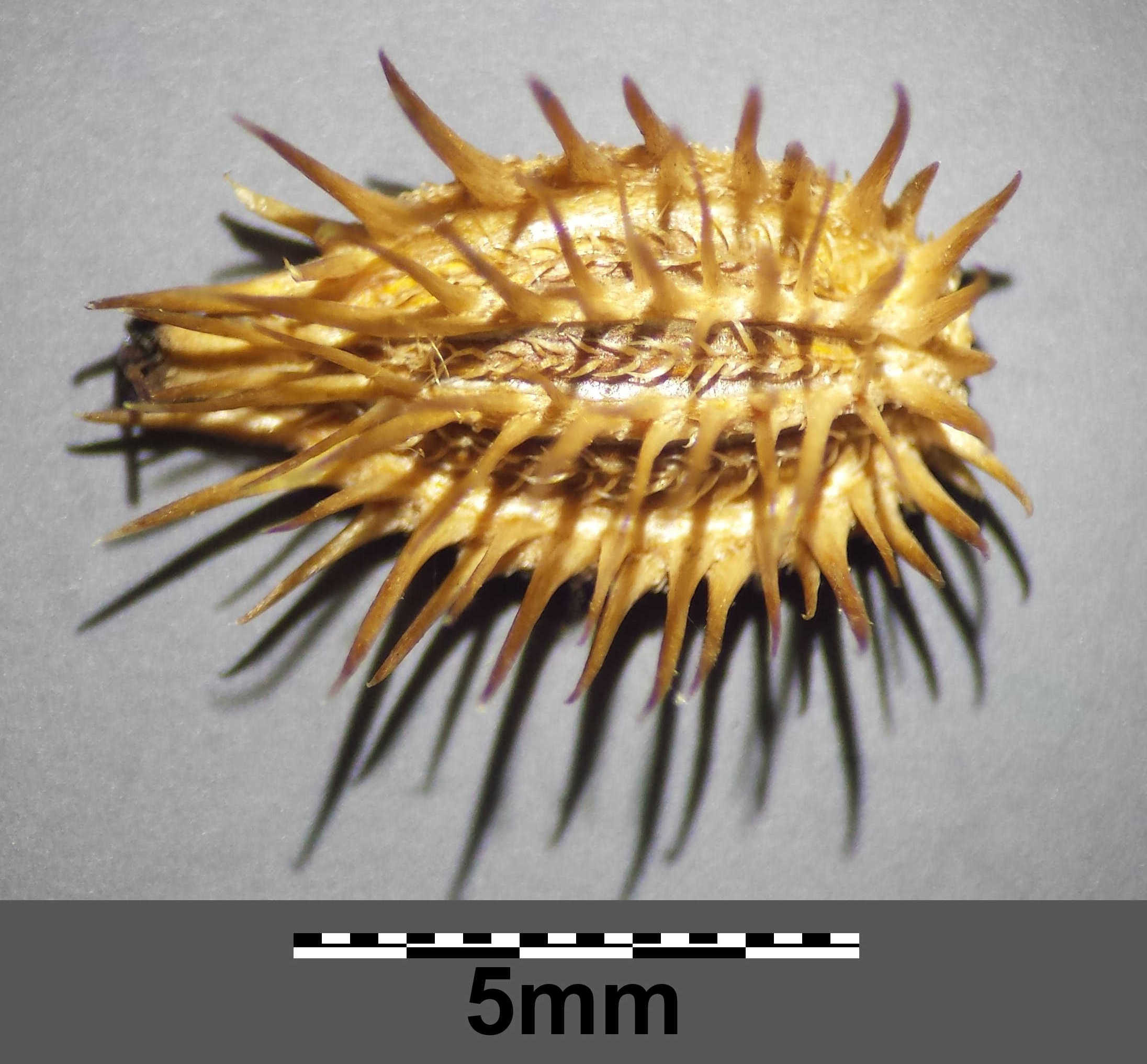
Orlaya grandiflora.
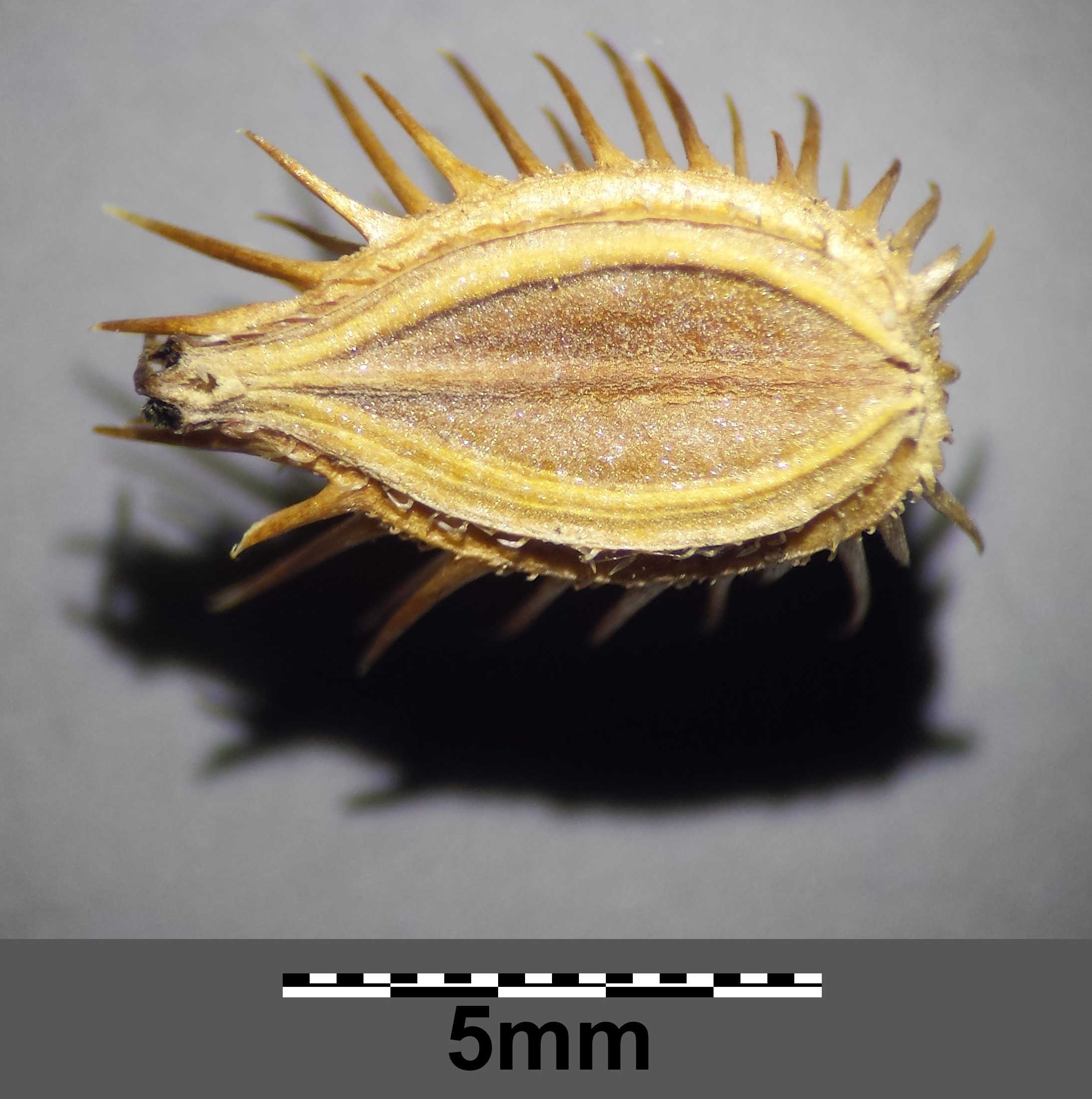
Orlaya grandiflora.
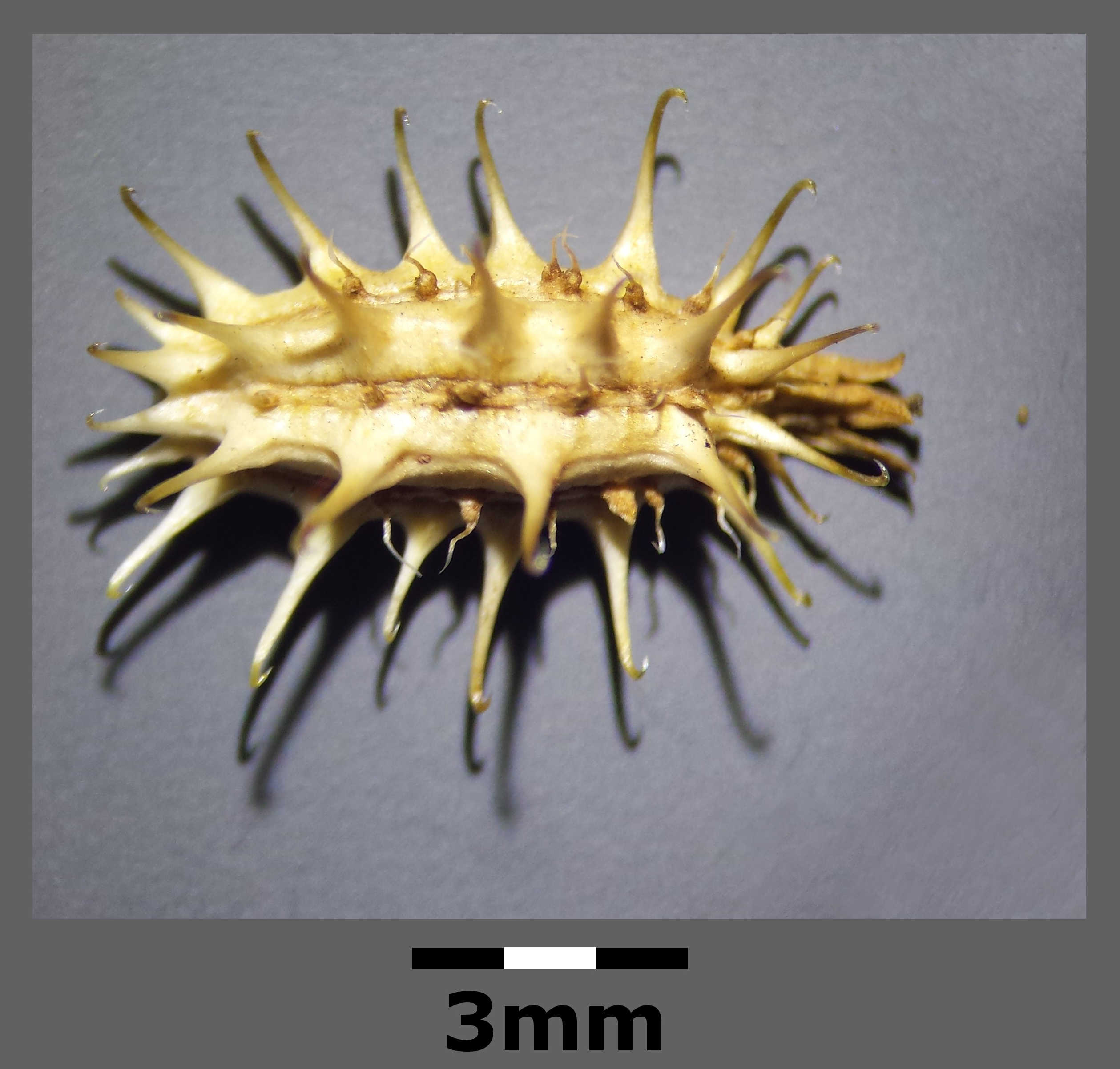
Caucalis platycarpos.
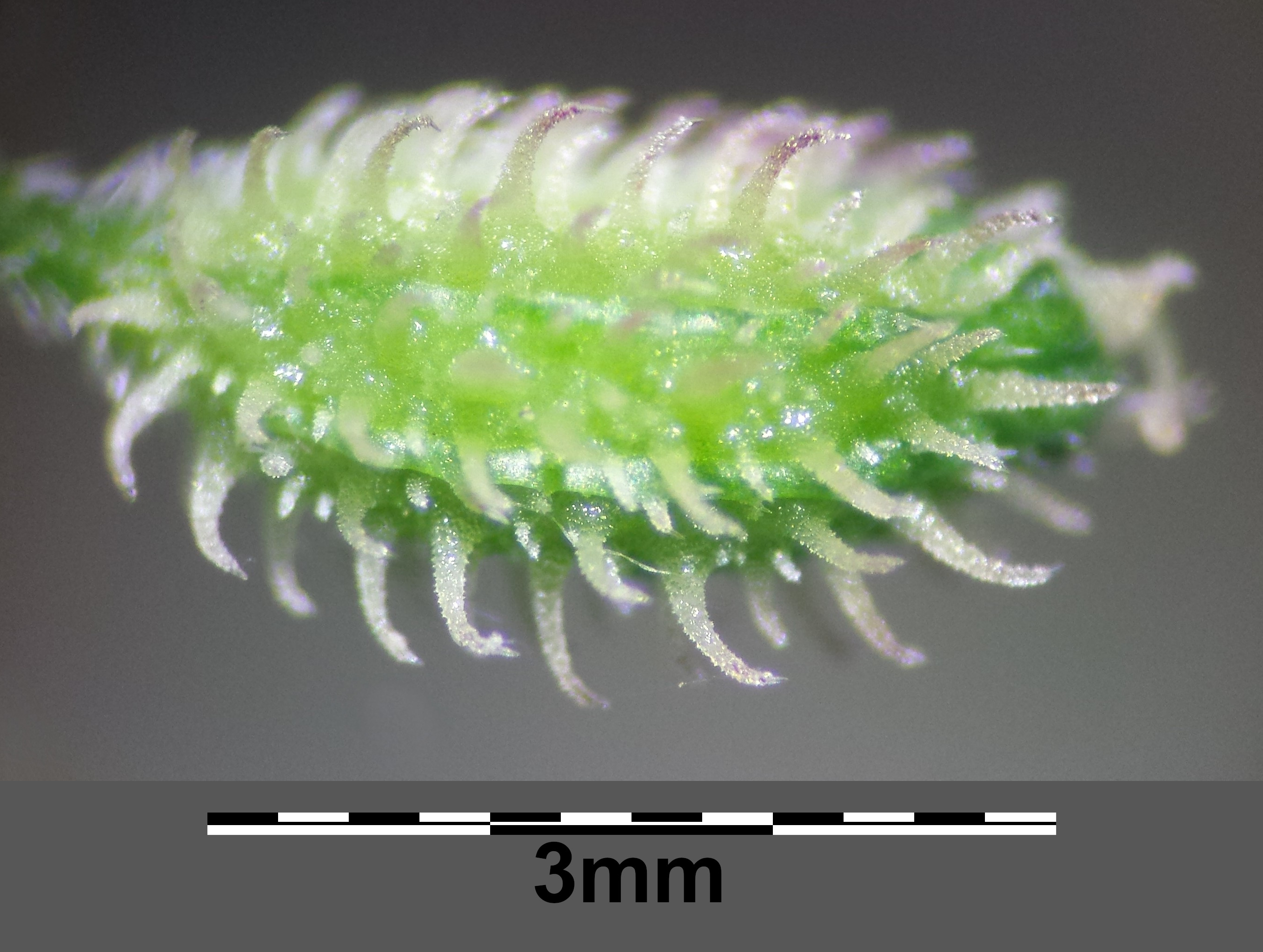
Torilis japonica.
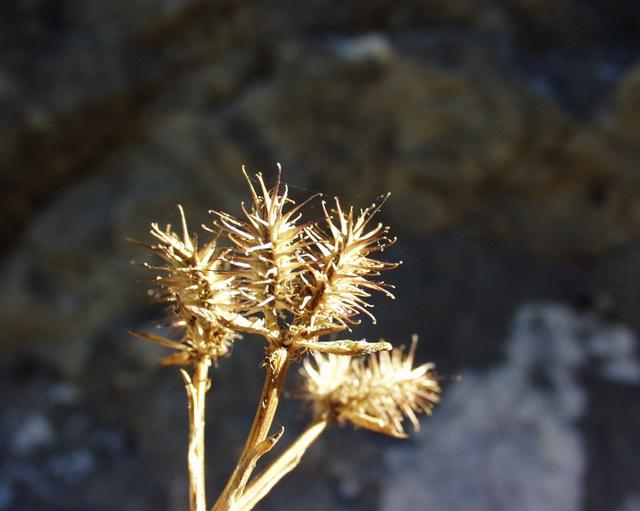
Orlaya daucoides.

## Biologie

### Phénologie

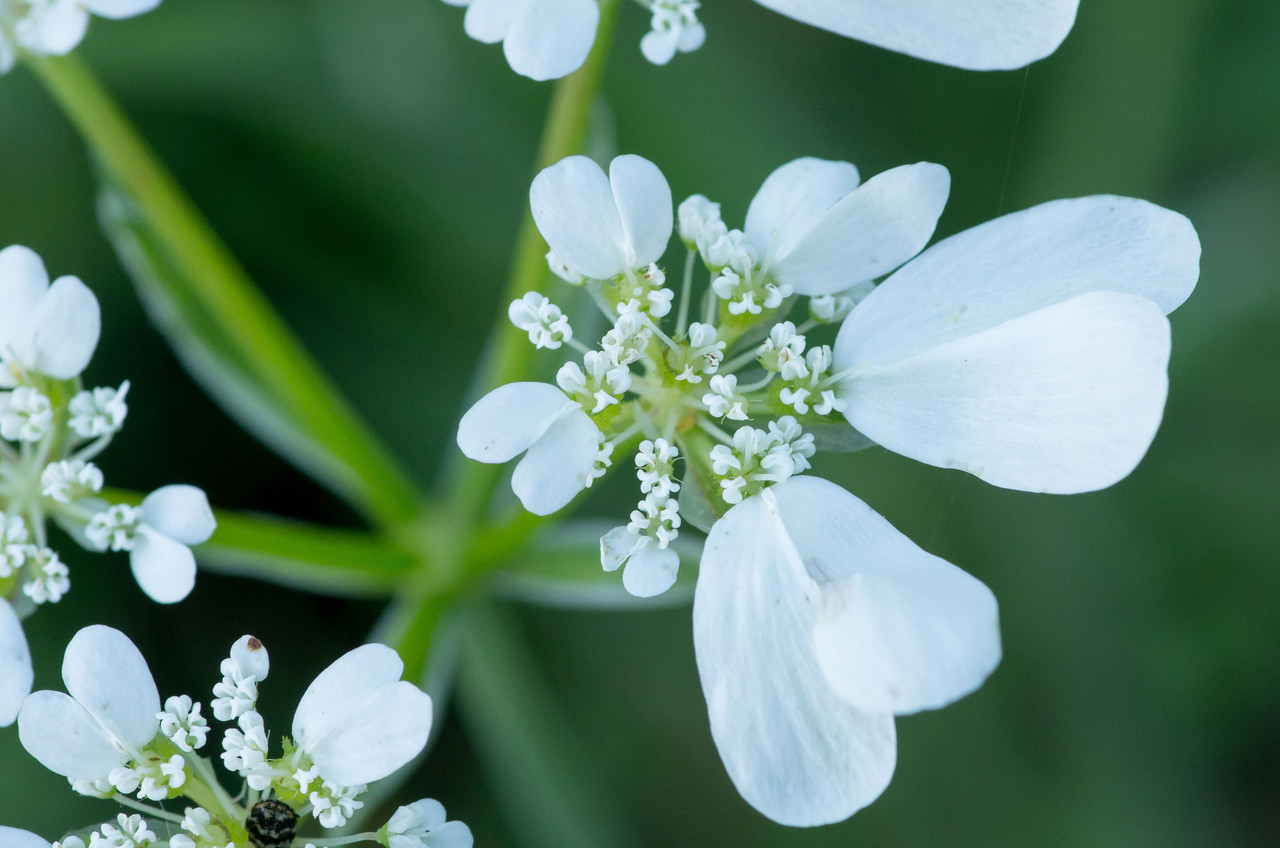
Ombelulle périphérique hermaphrodite.

La Caucalis à grandes fleurs est une plante annuelle thérophyte. Elle germe en automne et hiverne sous forme de petites rosettes riches en anthocyanine,. Au printemps, elle développe ses parties végétatives. Sa floraison a lieu du mois d'avril pour les stations les plus méridionales, au mois de septembre pour les plus septentrionales, avec un pic durant les mois de mai et juin,,,. 
La plante développe le plus souvent 2 ou 3 ombelles mais ce nombre peut varier de 1 à 15. L'ombelle principale, située au sommet de la hampe florale, fleurit en premier, suivie par les ombelles secondaires, des inflorescences latérales à floraison plus tardive. Chaque ombelle se compose de 5 à 9 ombellules qui à leur tour sont composées de nombreuses fleurs simples.

### Fécondation et pollinisation

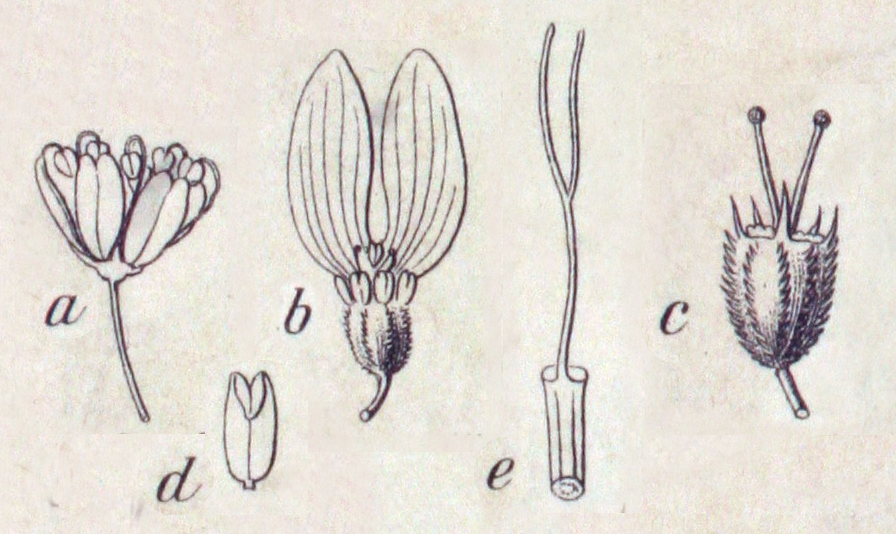
Les organes floraux d'Orlaya grandifora : Légende : a) fleurs mâles (étamines) sur une ombellule centrale ; b) fleur hermaphrodite externe aux longs pétales ; c) fleur femelle (pistil) ; d) anthère ; e) style.

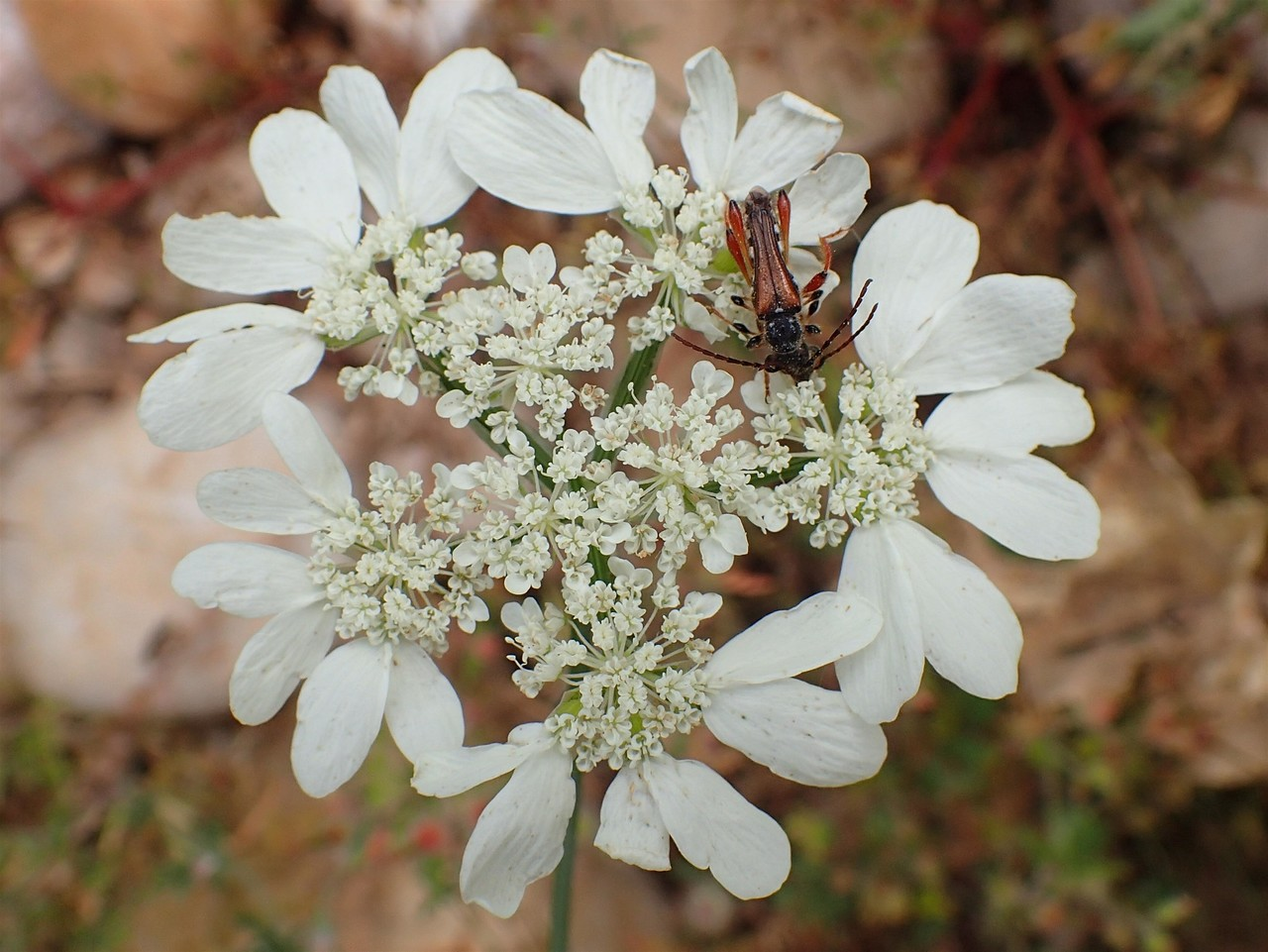
Oedemera podagrariae pollinisant O. grandiflora.

Au centre de l'ombelle se trouvent les ombellules de fleurs mâles entourées par une couronne de fleurs hermaphrodites (plus rarement uniquement femelles) pourvues des pétales élargis. Ces fleurs hermaphrodites sont protandres, c'est-à-dire que la floraison des fleurs mâles et femelles est successive, ce qui évite l'autofécondation. L'espèce est néanmoins autocompatible sans que le résultat ne soit fertile.
À l'instar de nombreuses Apiacées, la pollinisation de la Caucalis à grandes fleurs est effectuée par des petits coléoptères, des hyménoptères et des diptères. Une étude autrichienne montre une pollinisation généraliste malgré la prévalence nette des coléoptères et principalement d'Oedemera podagrariae ainsi que dans une moindre mesure d'Apis mellifica. La grande visibilité de ses fleurs due à ses larges pétales externes rend cette espèce très attractive. De plus, l'échancrure des pétales assombrie par le fond pointe vers le centre de l'ombelle et indique ainsi la direction des organes sexuels aux insectes. Enfin, l'odeur forte et sucrée de miel de châtaignier que dégagent les nectaires, tout comme leur production de nectar, permettent une fécondation croisée entomophile efficace. Ainsi, la raréfaction d'O. grandiflora n'est pas due à un défaut de pollinisation,,,. 

### Dissémination des graines

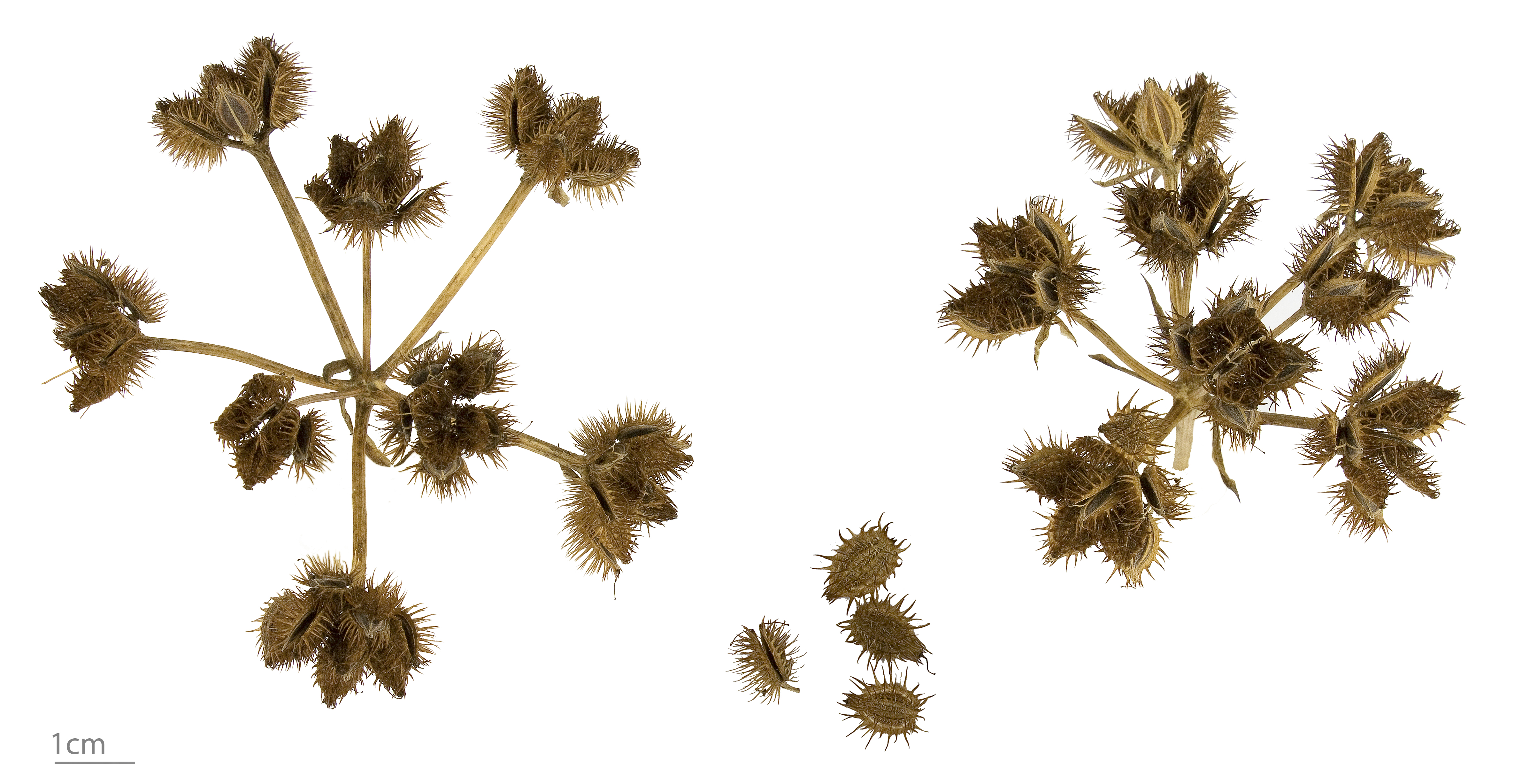
Fructification sous forme d'akènes doubles.

Chaque fleur femelle est composée de deux ovules à partir desquels se développent, durant l'été, des akènes doubles. Une fois matures, les graines sont disséminées par la gravité, par le vent et par l'intermédiaire des mammifères, grâce aux multiples aiguillons recouvrant les fruits et s'accrochant à leurs poils,,. Les tempêtes estivales peuvent être des propagatrices massives de graines, les pluies annexes formant alors de bonnes conditions de germination.
Une fois son cycle annuel établi, la plante disparaît totalement à l'exception de ses graines.

### Parasitisme

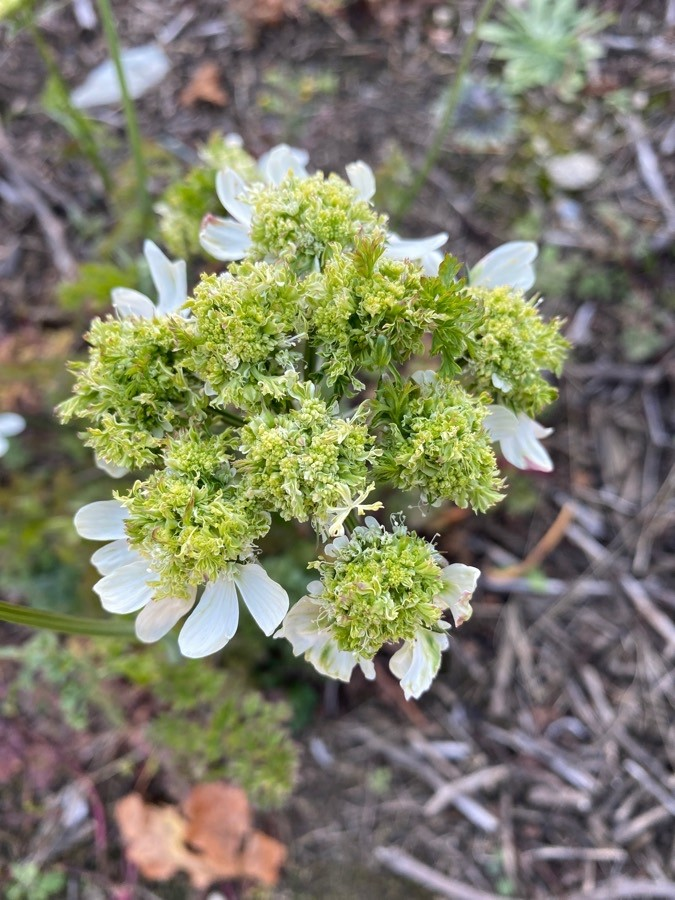
Galle d'une ombelle d'O. grandiflora causée par l'Acarien Aceria peucedani. Elle est dite chloranthiée et phyllomane.

Orlaya grandiflora peut être parasité par un oïdium de l'ordre des Erysiphales nommé Erysiphe heraclei. Commun à quelques Apiacées et rare sur cette espèce, il s'agit d'un mycélium blanc, farineux et floconneux envahissant les feuilles, la tige et l'inflorescence,. 
Au rayon des plantes parasites, ce sont deux espèces d'Orobanches polyphages, Orobanche alsatica et Orobanche picridis, qui sont capables de se fixer sur les racines d'O. grandiflora afin de prélever eau et sels minéraux.
Trois espèces d'insectes et arachnides sont également des parasites potentiels d'O. grandiflora. Bactericera trigonica, une Psylle de la famille des Triozidae, dont la nymphe, entourée de fils de cire brillants, se nourrit du limbe sur la surface inférieure de la feuille. Aceria peucedani, un Acarien oligophage de la famille des Eriophyidae, qui provoque une galle transformant l'inflorescence en une masse feuillée verdâtre aux formations arrondies. Phytomyza chaerophylli, une mouche de la famille des Agromyzidae, dont la larve oligophage provoque, sur la feuille, une mine s'élargissant fortement et dessinant un trou circulaire lors de sa sortie afin de se puposer dans le sol.

## Habitat et écologie

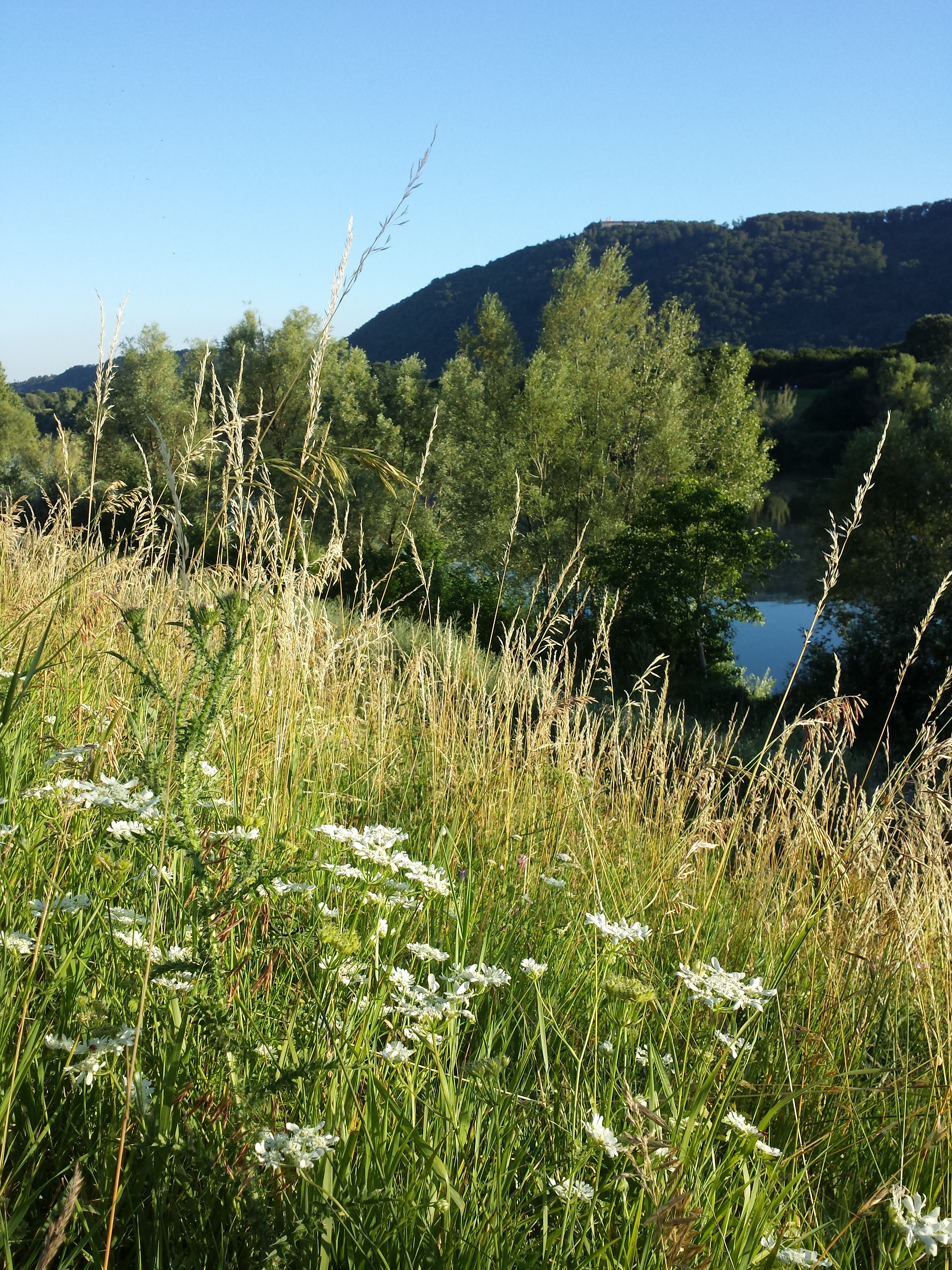
Caucalis à grandes fleurs dans leur habitat, une pelouse calcaire thermophile.

La Caucalis à grandes fleurs est une plante messicole et rudérale qui apprécie les champs cultivés, les bords de chemins, les vignes, et autres sites rudéralisés, ainsi que les pelouses sèches et les lisières forestières. 
O. grandiflora est une espèce de plaine qui ne se rencontre en montagne qu'à la faveur d'un microclimat chaud et sec. Elle est présente jusqu'à 1 500 m d'altitude en France, 1 000 m dans le Jura souabe, 1 100 m dans les Alpes centrales et seulement 650 m en Turquie.

### Données autoécologiques
Il s'agit d'une espèce héliophile, thermophile et xérophile appréciant les zones ayant plus de 220 jours de température moyenne supérieure à 5 °C et comprenant au minimum une moyenne de 18 °C en été et une moyenne supérieure à −4 °C en hiver. D'un point de vue édaphique, elle porte une préférence nette pour les sols au pH basique, calcaires, et argilo-calcaires sans pour autant dédaigner les sols basaltiques. Elle préfère les textures aérées et filtrantes sableuses ou caillouteuses et plus rarement argileuses, toujours en situation sèche et chaude. Enfin, elle apprécie les sols moyennement riches à pauvres en humus et pauvres en éléments nutritifs,. 
Orlaya grandiflora est donc une bioindicatrice fiable de sols secs, riches en base et récemment perturbés.

### Phytosociologie

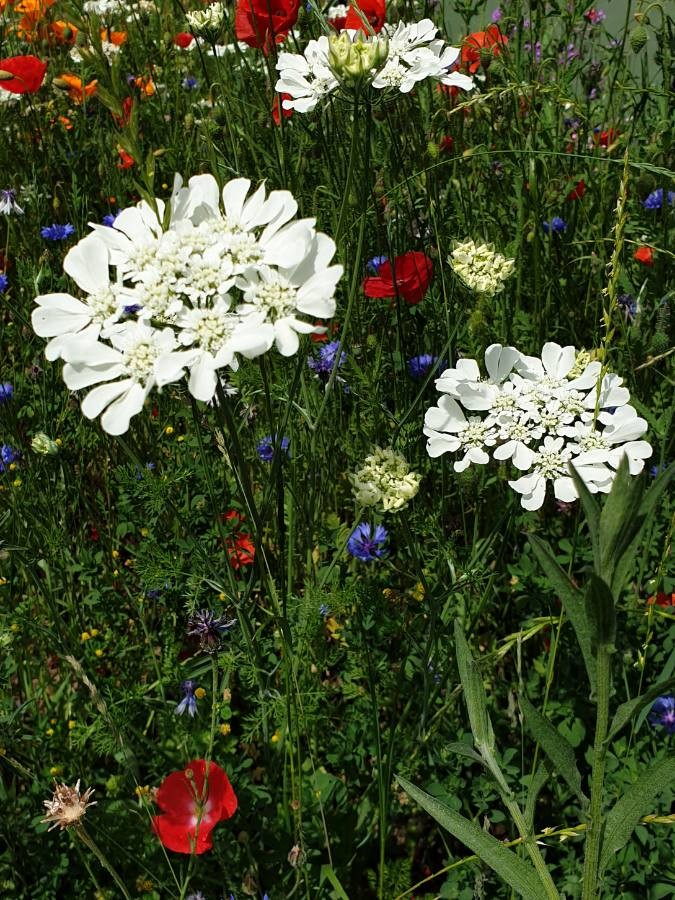
Orlaya grandiflora en compagnie des messicoles Coquelicots et Bleuets.

Orlaya grandiflora est une plante messicole ; en ce sens, elle se rencontre au sein des cultures de céréales basophiles en compagnie du Mouron blanc, du Coquelicot, de l'Adonis flamme et du Bleuet. Cette association végétale est une alliance phytosociologique nommée « Caucalidion lappulae ». Propre aux habitats anthropogènes eurosibériens, elle se caractérise par des espèces annuelles à croissance parallèle aux céréales, sensibles aux pesticides et adaptées aux sols basiques fortement remaniés tout en étant peu engraissés,,,,. 
Une fois ces cultures abandonnées, les annuelles, dont O. grandiflora, laissent progressivement place à des espèces de friches, à des bisannuelles puis à des vivaces. Entre-temps, on retrouve O. grandiflora dans les franges thermophiles de l'association nitrophile Galio-Alliarion et dans les associations pionnières à chiendent et à Liseron des champs du Convolvulo-Agropyrion et du Dauco-Melilotion en compagnie de la Carotte sauvage,.
Échappée des champs de céréales, Orlaya grandiflora a colonisé et puis s'est naturalisée au sein des pelouses calcaires rupicoles et xérophiles à meso-xérophyles sub-méditerranéennes et sous-continentales de l'Alysso-Sedion albi, du Xerobromion erecti avec le Brome érigé, de l'Onopordon acanthii avec l'Onopordon à feuilles d'acanthe et des pelouses plus perturbées du Festucetalia vallesiacae,.
Quant aux biotopes purement méditerranéens, il s'agit principalement des pelouses basophiles méridionales de l'Aphyllanthion monspeliensis caractérisées par la présence de l'Aphyllanthe de Montpellier, biotope pour lequel le caractère originel d'Orlaya grandiflora ne fait pas consensus,.

## Archéobotanique
Pour des articles plus généraux, voir Archéobotanique et Hémérochorie.

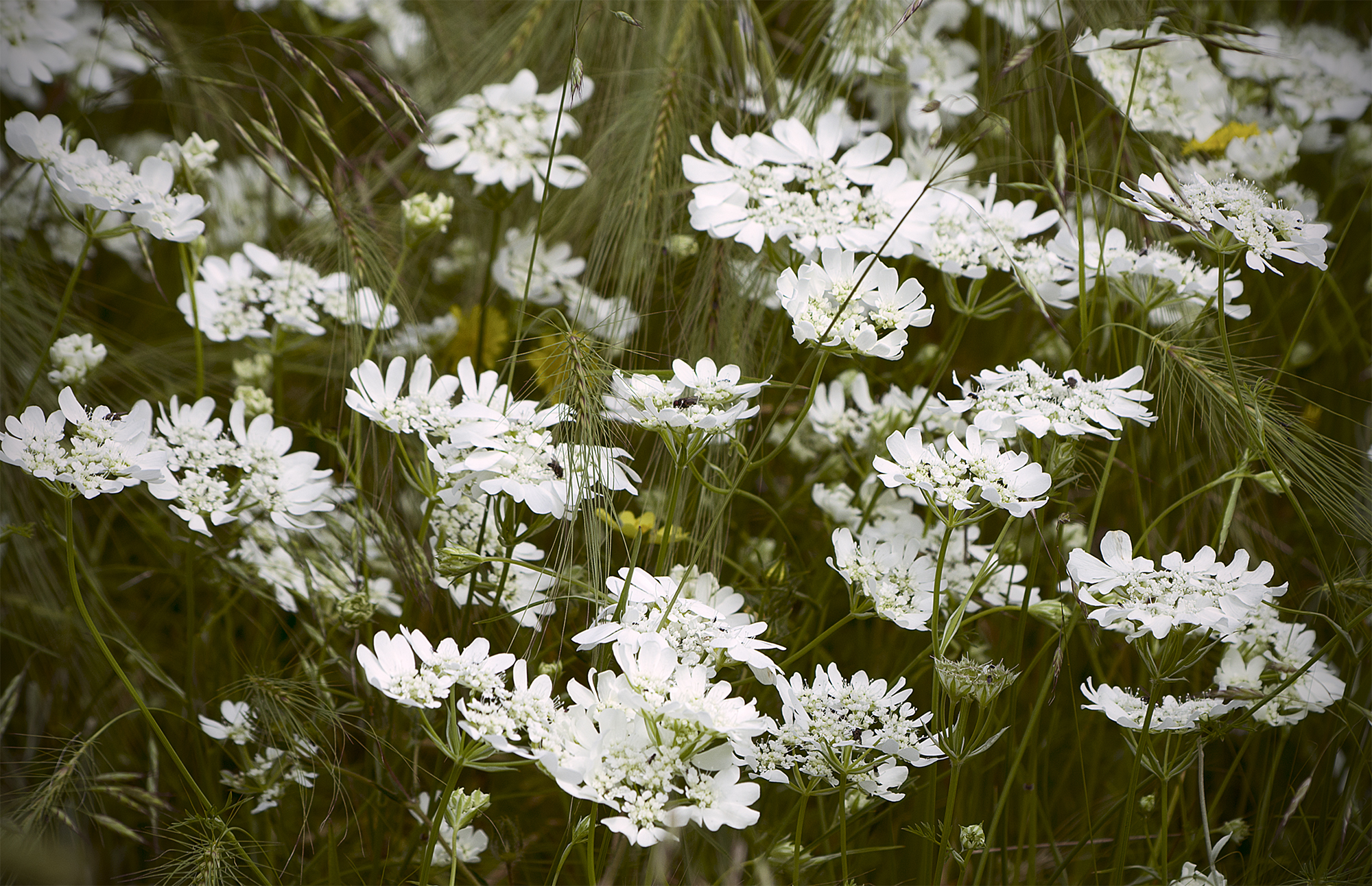
Orlaya grandiflora en compagnie de l'Orge commune.

À l'instar des autres espèces du genre Orlaya, O. grandiflora est une espèce indigène du bassin méditerranéen. Plus précisément, certaines interprétations proposent un biotope primaire situé dans les clairières récemment ouvertes des maquis et garrigues ainsi que les pentes caillouteuses bien exposées et souvent perturbées. D'autres proposent un biotope primaire plus restreint se situant au Sud-Est de l'Europe sur des stations perturbées de chênaies sèches de Chêne pubescent. 
Associée aux cultures de céréales, elle a suivi les migrations humaines et leurs échanges commerciaux sur l'ensemble de l'Europe méditerranéenne et continentale depuis au moins l'âge du bronze et l'âge du fer. Il s'agit alors d'une archéophyte,.
Durant l'antiquité de l'Empire romain, la Caucalis à grandes fleurs accompagne la romanisation de l'agriculture de la Gaule et plus généralement des Celtes continentaux. En effet, le nouvel usage du pain et la sélection de céréales locales panifiables, la venue de nouvelles céréales telles que le Seigle et l'Orge commune et les échanges commerciaux sur de plus longues distances se traduisent par une diversification de la flore messicole et une apparition de nouveaux parasites et ravageurs de culture provenant de la sphère méditerranéenne. Ce cortège floristique est notamment représenté par Orlaya grandiflora mais aussi par le Myagre, la Nielle des blés, le Grémil des champs et le Torilis anthrisque, les trois dernières étant alors considérées comme des fléaux agricoles,.
Une étude portant sur l'analyse des graines issues des silos d'un village du Moyen Âge picard des IXe, Xe et XIe siècles a permis de définir de façon précise le type de culture alors pratiqué, les sols étant calcaires et plutôt riches en nutriments. Les céréales identifiées sont dominées principalement par le Blé tendre et, dans une moindre mesure, par le Seigle, tous deux semés en automne ; l'Orge et l'Avoine, vraisemblablement semées au printemps, sont moins présentes. Les légumineuses sont représentées par le Pois, la variété minor de la féverolle et une lentille. Parmi les adventices indicatrices des semis d'automne se trouvent la Nielle des blés, un brome (du type Bromus arvensis comme Bromus secalinus), deux ou trois espèces de coquelicots (Papaver argemone et Papaver rhoeas ou P. dubium), Orlaya grandiflora et le Grémil des champs.

## Répartition

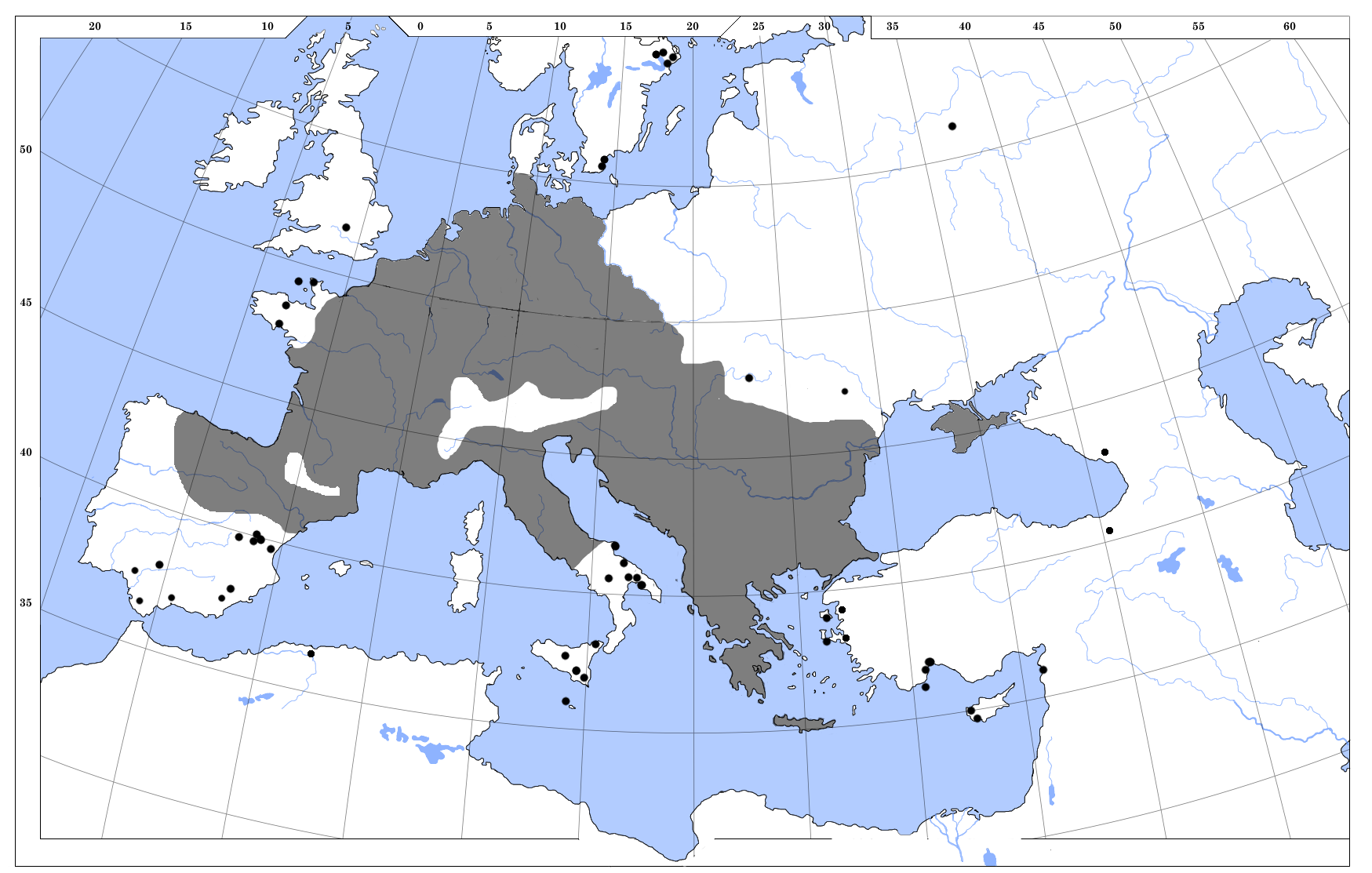
Aire de répartition d'Orlaya grandiflora.

Originaire du bassin méditerranéen, si ce n'est uniquement du Sud-Est de cette région, O. grandiflora est une archéophyte au moins en Europe continentale. Elle est considérée comme indigène en France et en Allemagne alors qu'elle a le statut d'archéophyte en Suisse.
La Caucalis à grandes fleurs est présente dans le Sud, le centre et l'Ouest de l'Europe ; du Sud de l'Espagne à la Roumanie en passant par la France, l'Italie, les Balkans et la Grèce. Au Nord, elle se raréfie mais est présente de l'Allemagne à la Tchéquie en passant par l'Autriche et la Suisse jusqu'au Sud de la Suède et en Russie ; elle est quasiment absente des îles Britanniques. Quelques exceptions à cette répartition européenne sont mentionnées, notamment sur le pourtour de la mer Noire, sur la côte méditerranéenne turque et au Sud de la mer d'Aral ainsi que plus sporadiquement en Algérie, en Iran et en Irak,. 
Disséminée dans presque toute la France métropolitaine, excepté à l'étage montagnard, en Bretagne et en Corse jusque dans les années 1950, cette espèce semble avoir disparu d'une bonne partie du territoire, en particulier des régions les plus septentrionales. Hormis quelques mentions çà et là, restent des stations aux populations stables et fournies en région méditerranéenne,, (Provence et vallée du Rhône) notamment dans les oliveraies et lavanderaies ainsi que dans les moissons maigres. Cependant, elle régresse également dans la Drôme où se trouvent pourtant nombre de stations favorables. En Suisse, elle est également sporadique dans les cantons de Neuchâtel et de Berne et très rare ailleurs.

## Menaces et conservation
La forte régression que subit O. grandiflora depuis les années 1950 n'est due ni à des défauts de pollinisation, ni à un taux de fructification faible, ni à une germination compromise par la faiblesse de la vitalité de ses graines mais bien uniquement à la mise en danger de ses habitats. En effet, sa raréfaction est principalement due à la modernisation des pratiques agricoles et en particulier au désherbage des cultures par les pesticides. La plante qui était alors principalement messicole est aujourd'hui surtout liée aux pelouses calcaires,. Ces prairies particulièrement riches en biodiversité font l'objet de mesures de restauration. Une étude italienne sur le long terme durant la décennie des années 2000 montre l'impact positif du pâturage des ovins sur la diversification de la flore, notamment en faveur du cortège Trifolium incarnatum, Xeranthemum cylindraceum, Orlaya grandiflora et Teucrium chamaedrys, au détriment de Bromus erectus. Cette étude montre également le peu d'intérêt de l'ajout de graines à cause de son coût et de son manque de rentabilité.
En France, le statut de l'espèce est évalué comme « peu préoccupant » (LC) à l'échelle nationale. Régionalement, elle est classée « en danger critique d'extinction » (CR) en Alsace, Centre-Val de Loire, Franche-Comté et Lorraine ; « en danger » (EN) en Bourgogne et Pays de la Loire ainsi que « vulnérable » (VU) en Aquitaine et Auvergne. De plus, il s'agit, dans de nombreux départements, d'une espèce déterminante pour la protection d'habitats lors des inventaires naturalistes.
En Suisse, O. grandiflora est présente sur la liste rouge nationale comme espèce vulnérable. La réserve naturelle des Follatères à Fully (Valais) représente la dernière station importante de ce pays. Le jardin botanique d'Erschmatt est consacré à la reproduction de variétés anciennes de céréales et de leurs plantes compagnes, dont O. grandiflora,. Elle fait aussi partie de la collection de plantes vivantes du Conservatoire et jardin botaniques de Genève.
En Autriche, dans les paysages du bassin et des vallées de Carinthie ainsi que dans les contreforts au nord des Alpes, elle est en voie d'extinction. En Allemagne, elle est également menacée d'extinction mais n'a pas de statut de protection particulier alors qu'elle est considérée comme « en danger » en Tchéquie.

## Plante ornementale

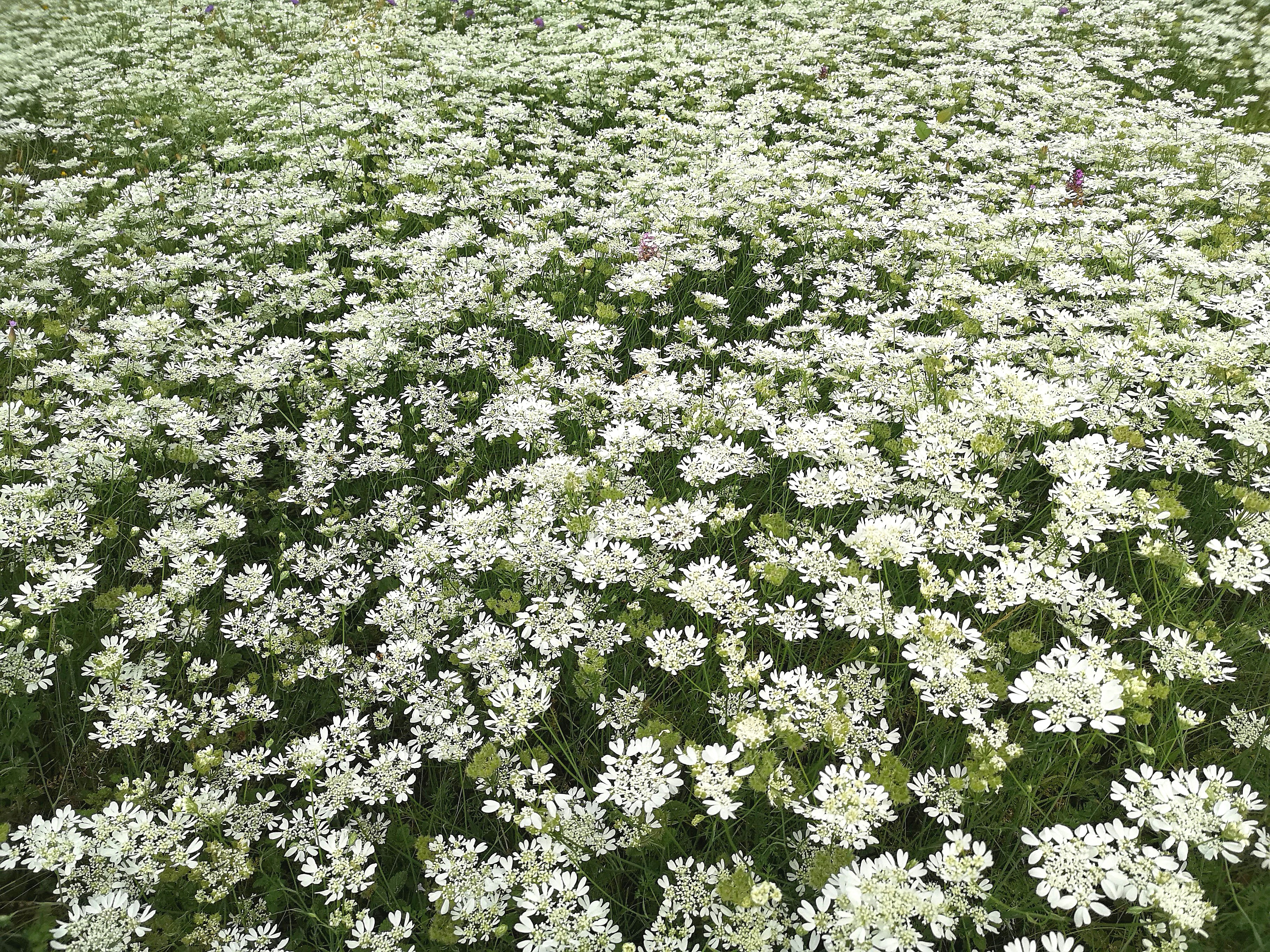
Prairie d'Orlaya grandiflora.

L'espèce est parfois cultivée comme plante ornementale. Elle est vendue sous forme de graines en tant qu’annuelle. Très florifère, Orlaya grandiflora est facile de culture sans jamais être envahissante. Elle aime le soleil et la chaleur et peut pousser dans les terrains pauvres et difficiles. Elle préfère un sol drainant et calcaire, supportant même les terrains excessivement basiques. Plus la terre est pauvre, moins la plante sera haute. Au contraire, en terre humifère, elle atteint 70 cm. Mais dans les deux cas de figures, elle croît facilement et fleurit, se ressème parfois spontanément, ce qui offre de beaux massifs naturels sans travail. Les semis indésirables s’arrachent très facilement. La plante a remporté l'Award of Garden Merit de la Royal Horticultural Society,. Il existe un cultivar, Orlaya grandiflora 'White Finch', dont la particularité est d'être plus grand que la plante type : il peut atteindre un mètre de haut,.

## Composants et usages

### Composants
Les composants d'O. grandiflora sont typiques d'une Apiacée sans être originaux. D'un point de vue général, la plante comporte des sucres tels que le glucose, l'ombelliférose et le saccharose. Plus spécifiquement, la fraction volatile des feuilles est composée d'alcanes (hentriacontane (3 %), nonacosane (6 %) et pentacosane (4 %), de cétone (2 %)) ; de monoterpènes (bêta-Phellandrène (8 %), sabinène (8 %) et γ-terpinène (2 %)), de sesquiterpènes (δ-cadinène (7 %), caryophyllène (3 à 4 %), germacrène D (61 à 66 %)) et de diterpène (2 %). Les fruits contiennent notamment des flavonoïdes et des acides gras, principalement l'acide pétrosélinique (62 %) et l'acide oléïque (17 %),.

### Usages antiques
D'après Ajasson de Grandsagne, lorsque Pline l'Ancien écrit dans son Histoire naturelle à propos de la Caucalis, une plante nommée avant lui par Dioscoride Καυϰαλίς, il désigne la Caucalis à grandes fleurs, espèce commune de la Grèce antique ; une espèce qu'il préfère au Torilis anthrisque habituellement désigné. Dans ses commentaires de l'œuvre de Pline, de Grandsagne met sérieusement en garde contre les affirmations hasardeuses du savant romain.
« Estur et caucalis, feniculo similis, brevi caule, flore candido, cordi utilis. Succus quoque ejus bibitur, stomacho perquam commendatus, et urinæ, calculisque et arenis pellendis, et vesicæ pruritibus. Extenuat et lienis, jocineris, renumque pituitas. Semen menses feminarum adjuvat, bilemque a partu siccat. Datur et contra profluvia genituræ viris. Chrysippus et conceptionibus eam putat conferre multum : bibitur in vino jejunis. Illinitur et contra venena marinorum, sicut Petrichus in carmine suo significat. »
— Citation latine originale de Pline l'Ancien (Ier siècle apr. J.-C.) : Livre XXII (paragraphe xl) de son Histoire naturelle.

« Le Caucalis est aussi usité comme aliment. Il ressemble au fenouil. Sa tige est courte, sa fleur blanche. Il passe pour un bon cordial. Son suc, pris intérieurement, fortifie l'estomac, provoque les urines, expulse les calculs et le gravier, et apaise les démangeaisons de la vessie. Il atténue le phlegme de la rate, du foie et des reins. La graine excite le flux menstruel, et purge la bile après l'accouchement. On la prescrit aux hommes pour la gonorrhée. Chrysippe prétend que, prise à jeun dans du vin, elle favorise la conception. On l'applique sur les plaies faites par les animaux marins venimeux, comme Pétrichus le dit dans son poème. »

— Traduction française d'Ajasson de Grandsagne, 1829.
Néanmoins, l'identification de la Caucalis comme étant Orlaya grandiflora est à relativiser car l'illustration originale de la Καυϰαλίς de Dioscoride montre clairement une Apiacée bisannuelle sans liens morphologiques avec O. grandiflora. De plus, les recherches du botaniste français du XVIe siècle Jacques Daléchamps montrent un usage pléthorique du nom « Caucalis » tout au long de l'Histoire, chaque auteur semblant désigner successivement une espèce différente : des espèces dont les illustrations montrent des Apiacées bisannuelles ou vivaces, jamais annuelles, et toujours sans liens morphologiques évidents avec la Caucalis à grandes fleurs.

### Usage moderne
Une étude ethnobotanique de 2012 portant sur l'usage des plantes faites par les populations rurales des Alpes albanaises du Kosovo montre que la décoction de parties aériennes de la Caucalis à grandes fleurs est utilisée pour traiter la constipation. L'étude indique également que cette espèce est complètement inconnue de la littérature phytopharmacologique.